# قائمة البعثات الدبلوماسية الأمريكية

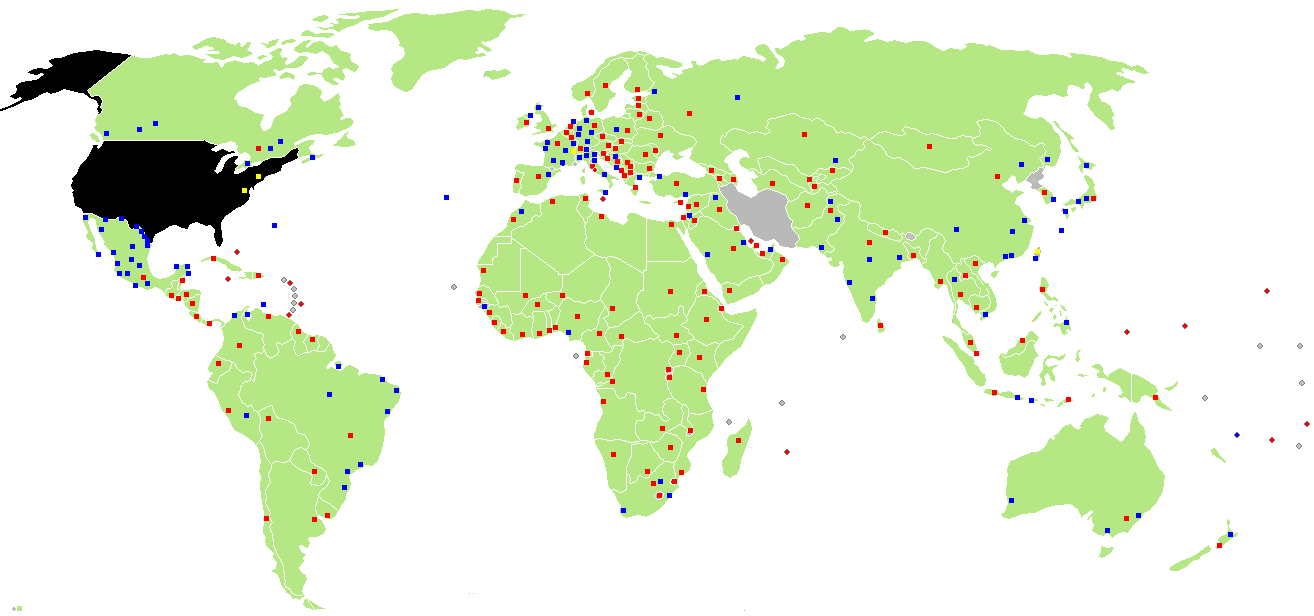
خارطة السفارات الأمريكية والقنصليات

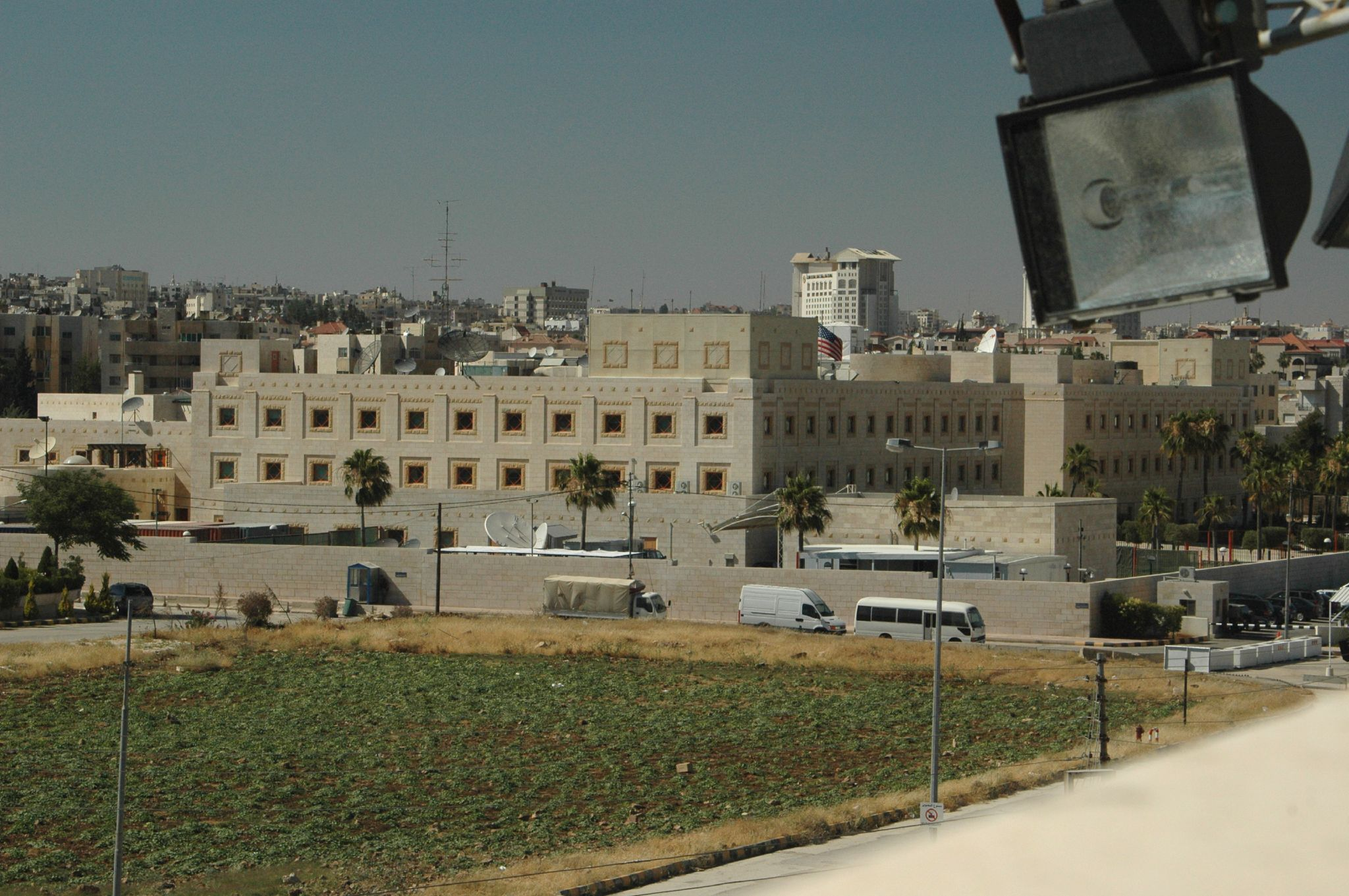
السفارة الأمريكية في عمان

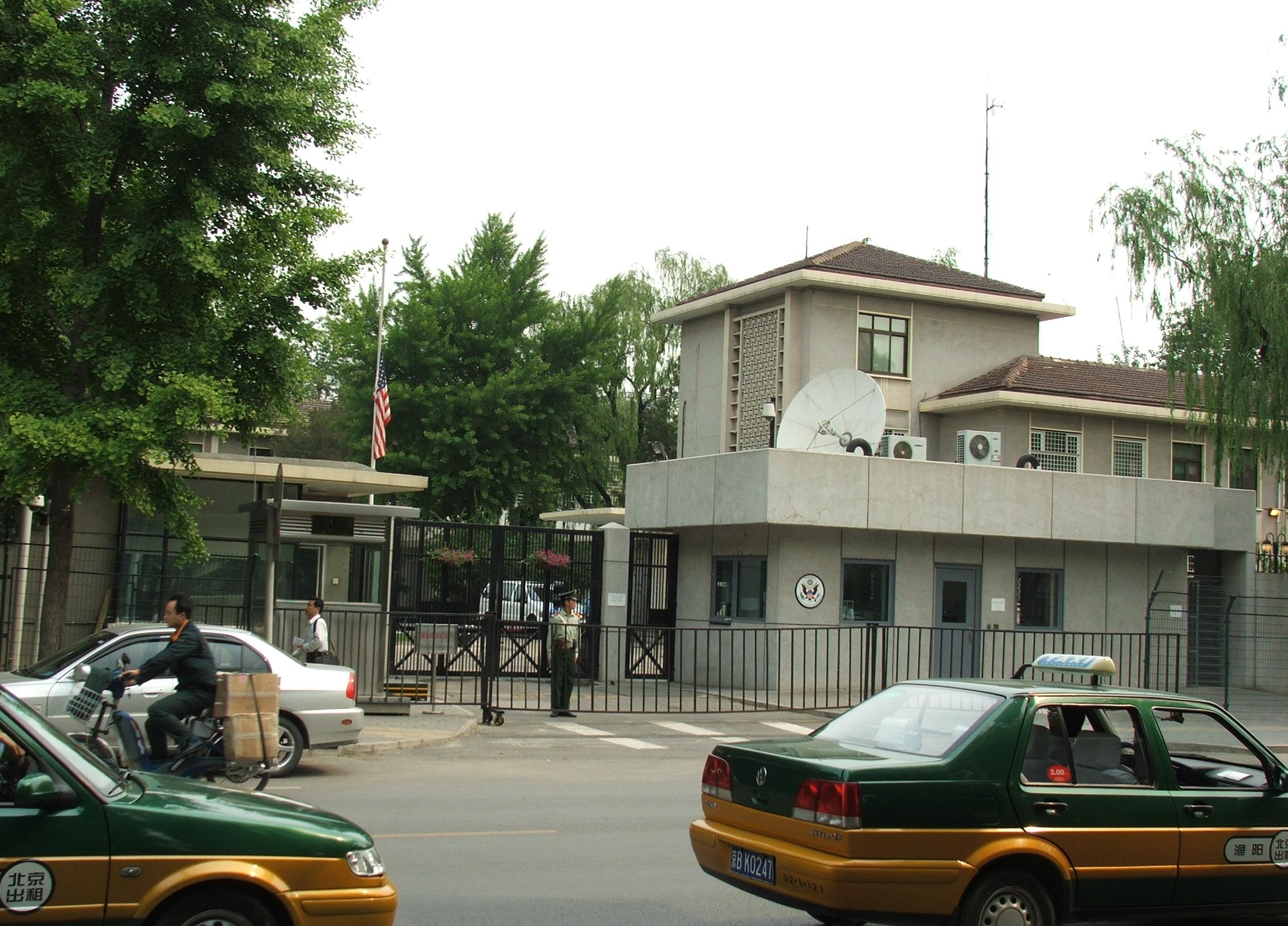
السفارة الأمريكية في بكين عام 2008م

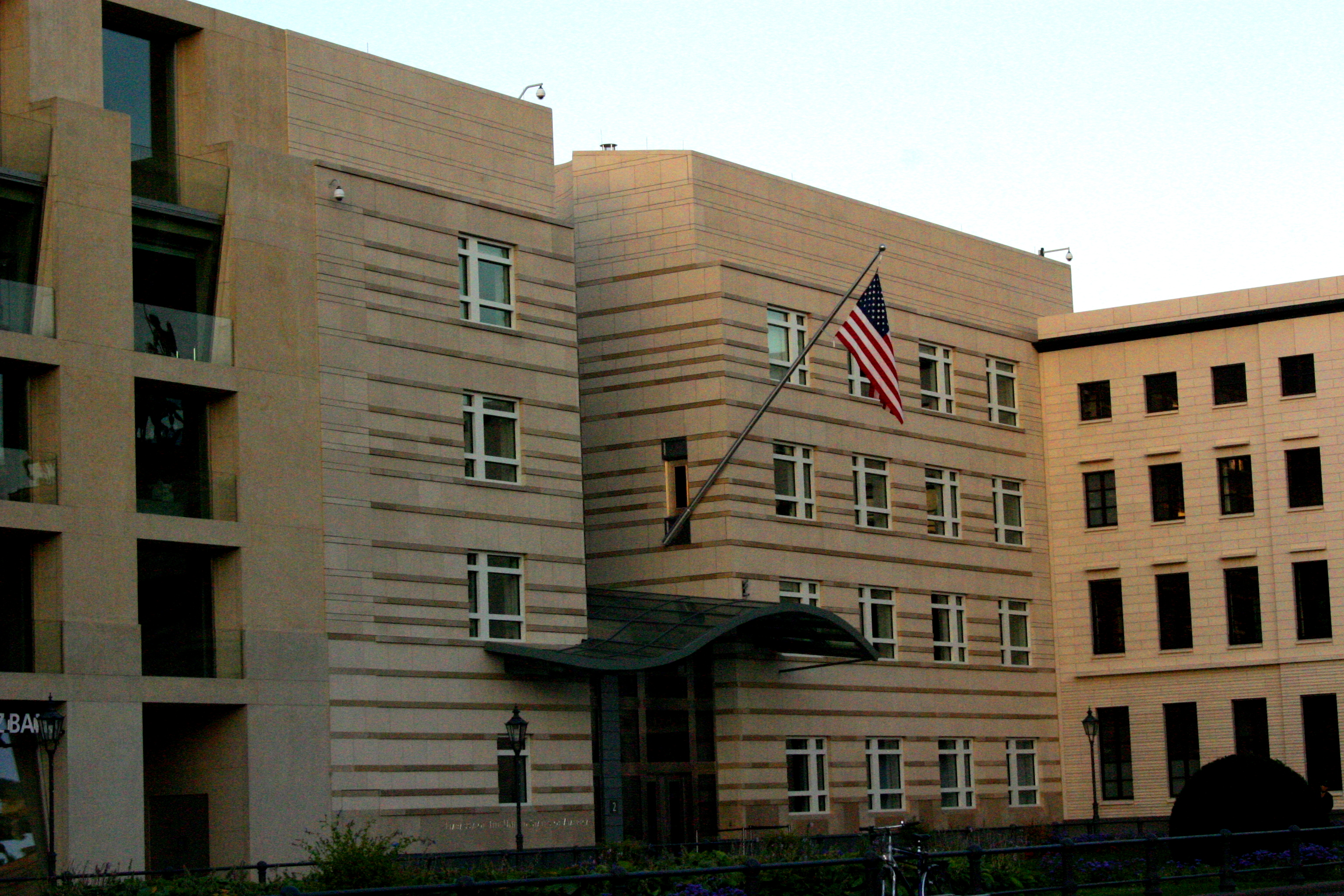
السفارة الأمريكية في برلين

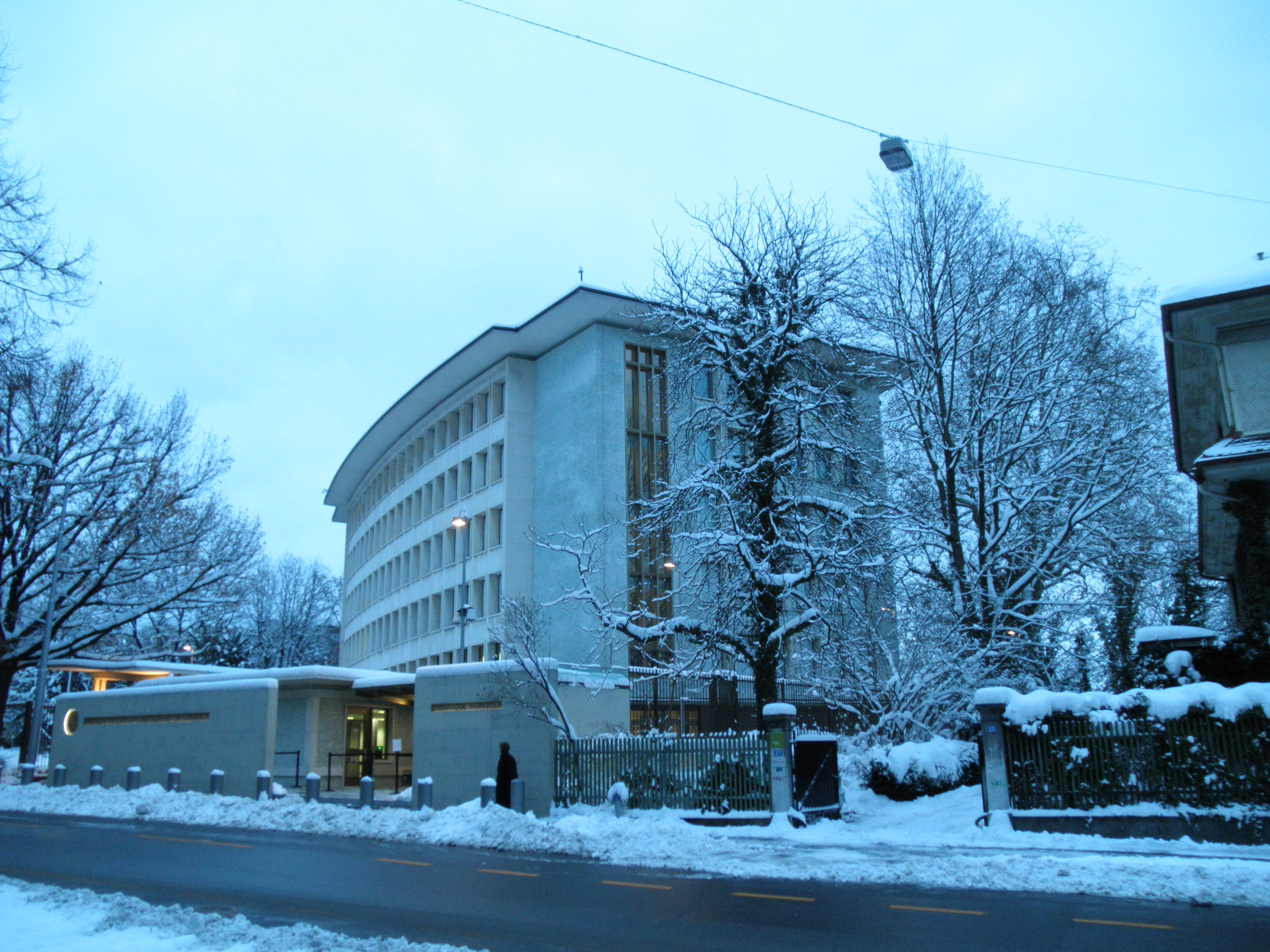
Uالسفارة الأمريكية في بيرن

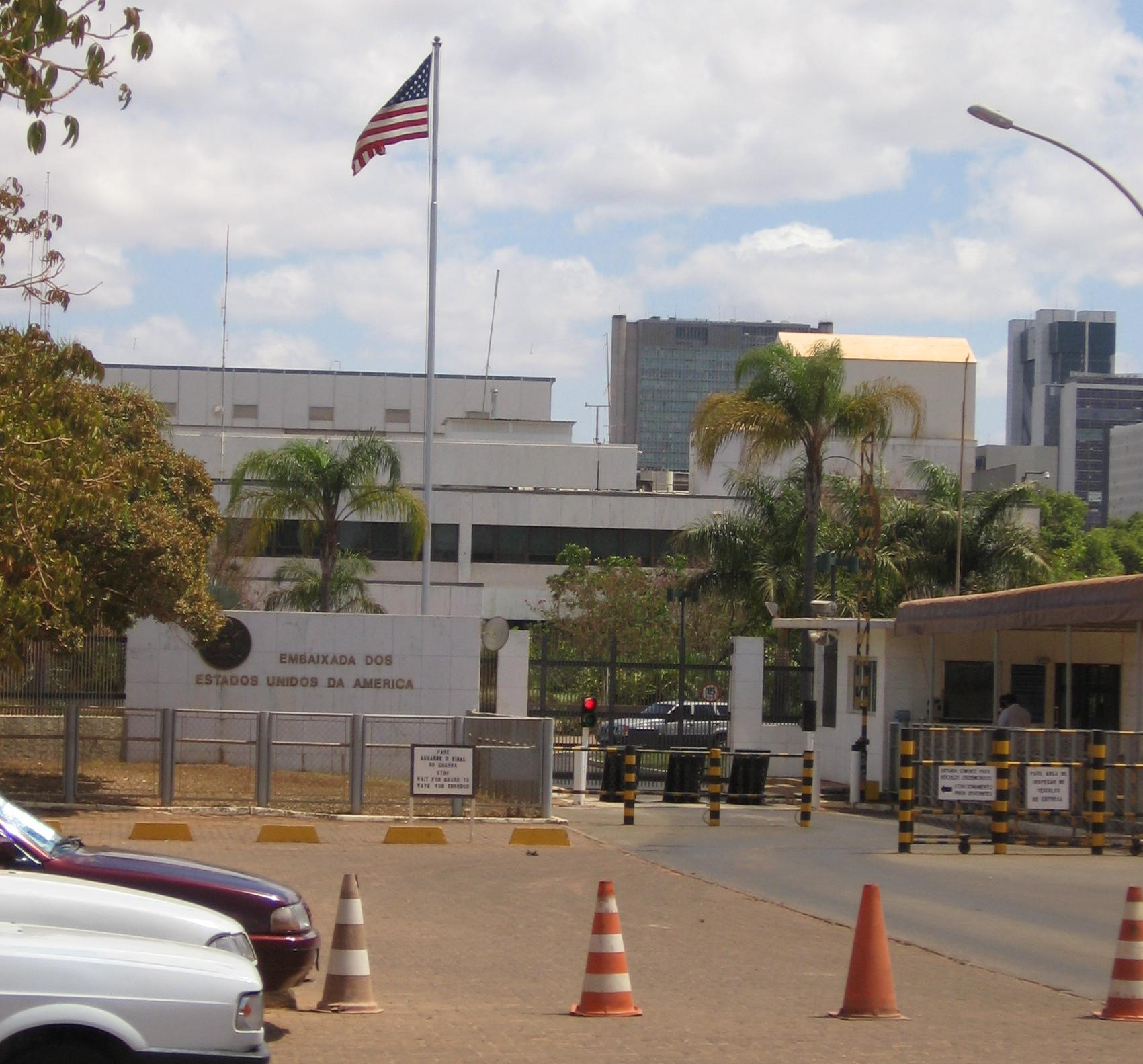
السفارة الأمريكية في برازيليا

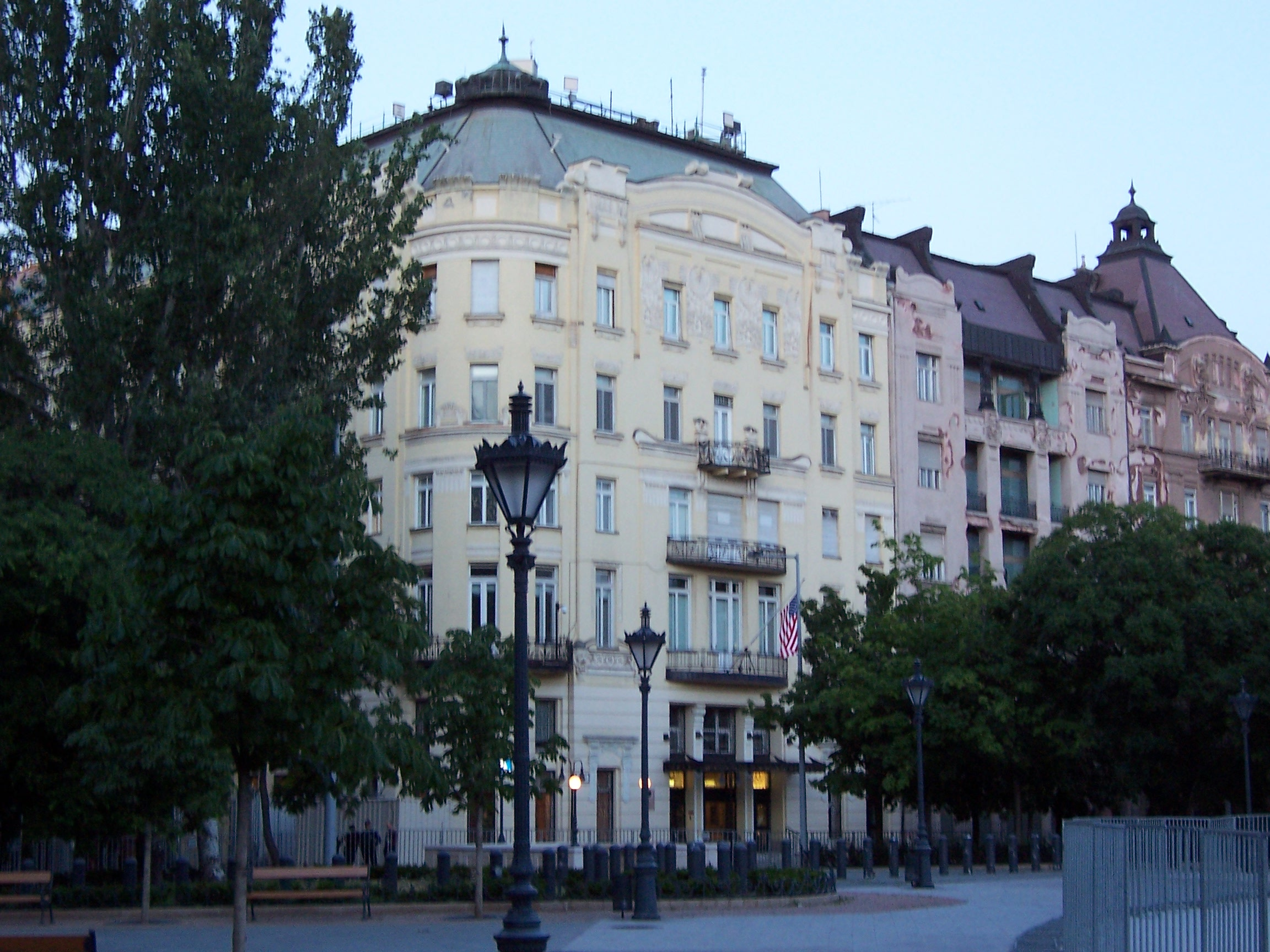
السفارة الأمريكية في بودابست

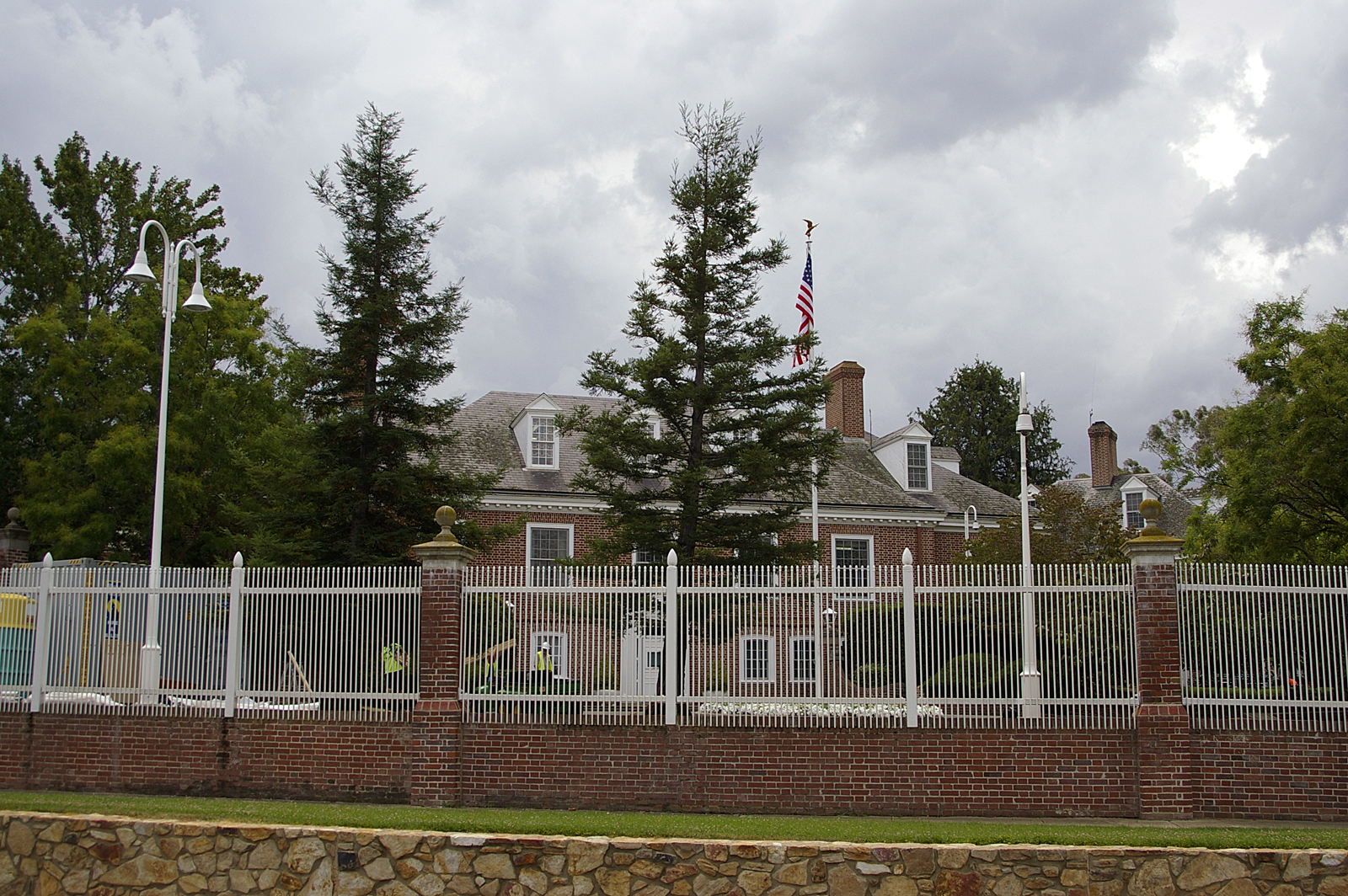
السفارة الأمريكية في كانبرا

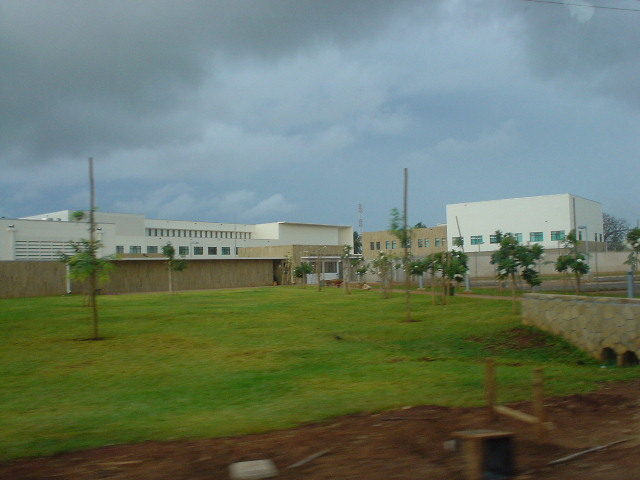
السفارة الأمريكية في دار السلام

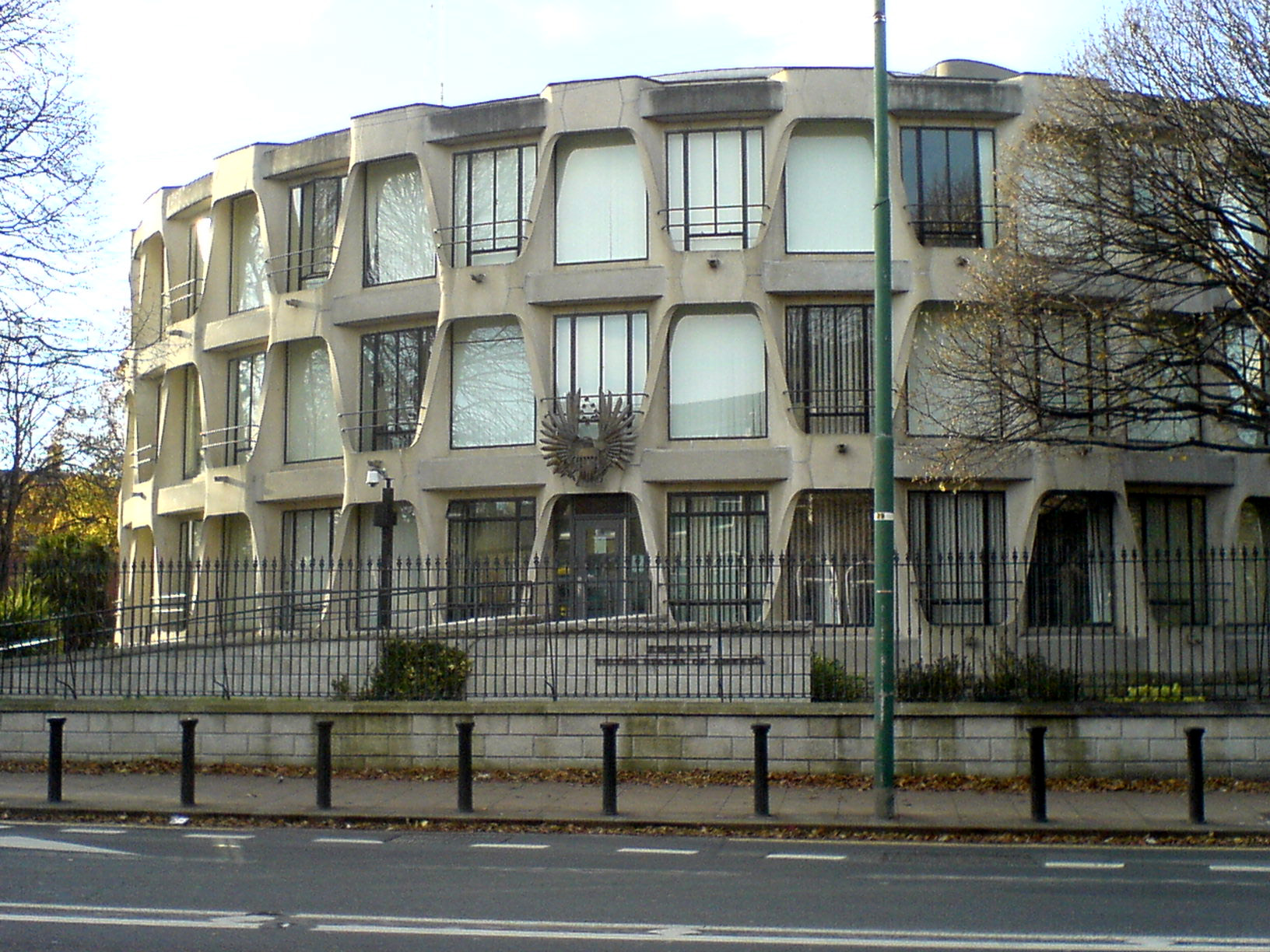
السفارة الأمريكية في دبلن

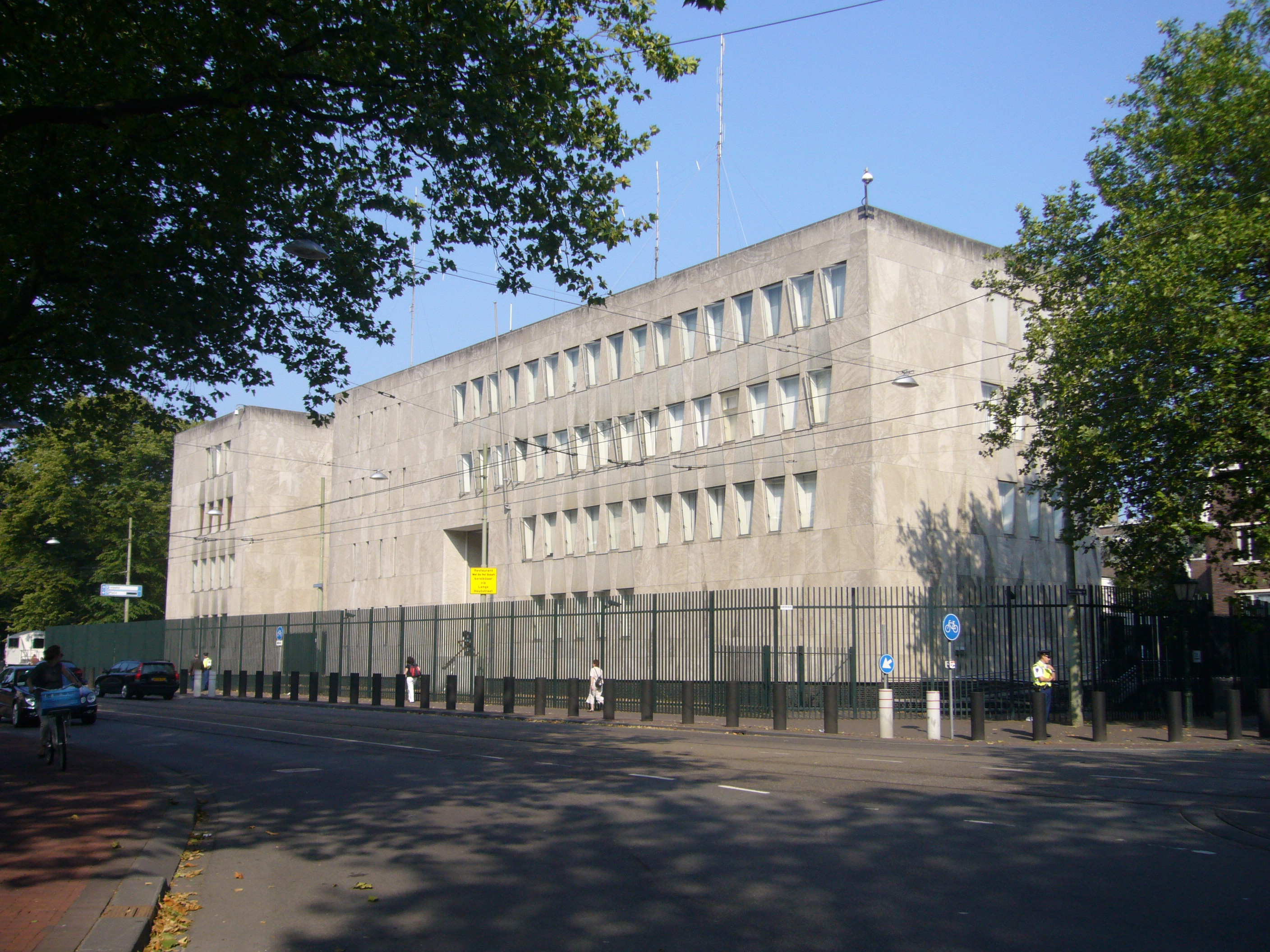
U.S. Embassy in لاهاي

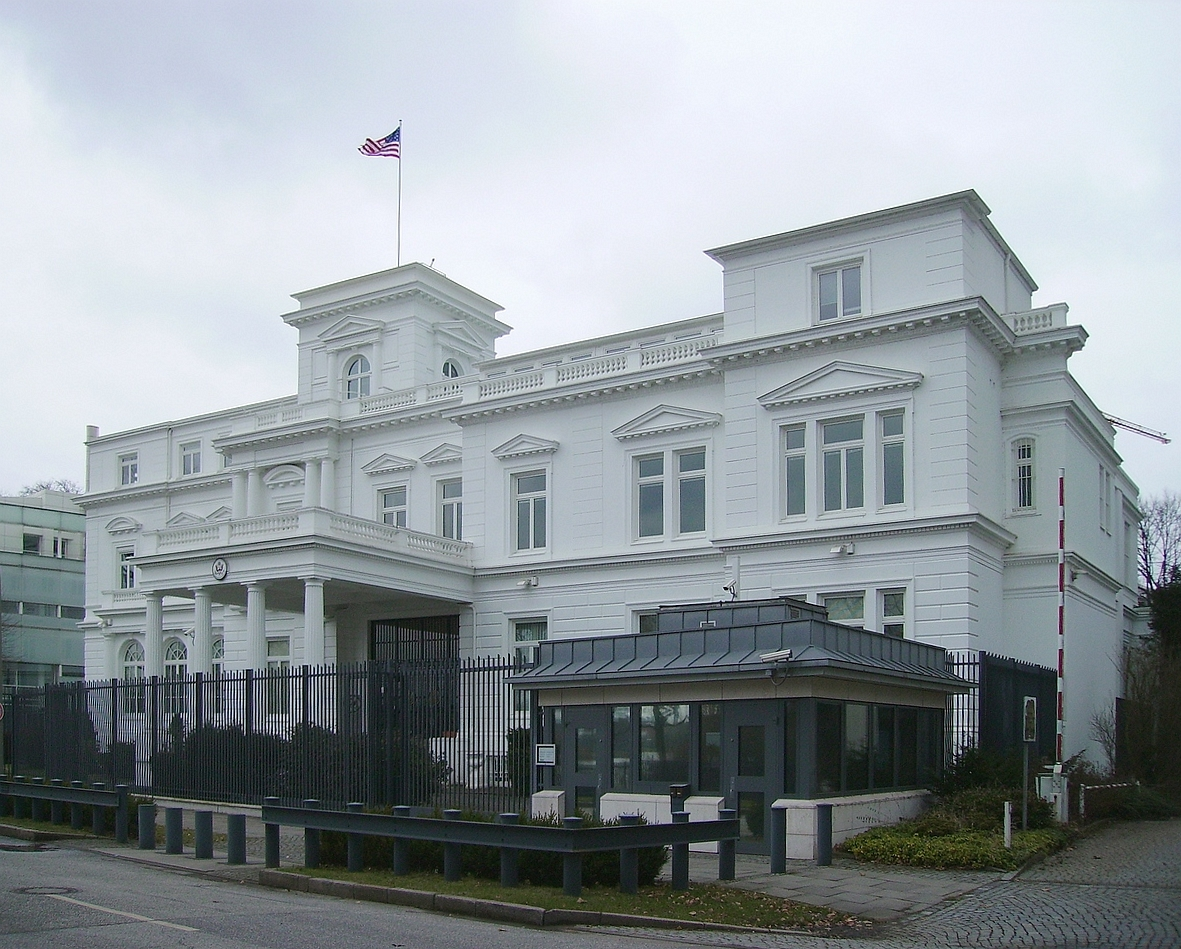
U.S. Consulate-General in هامبورغ

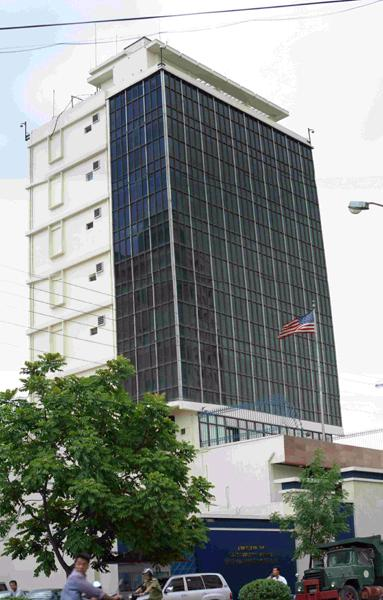
السفارة الأمريكية في هانوي

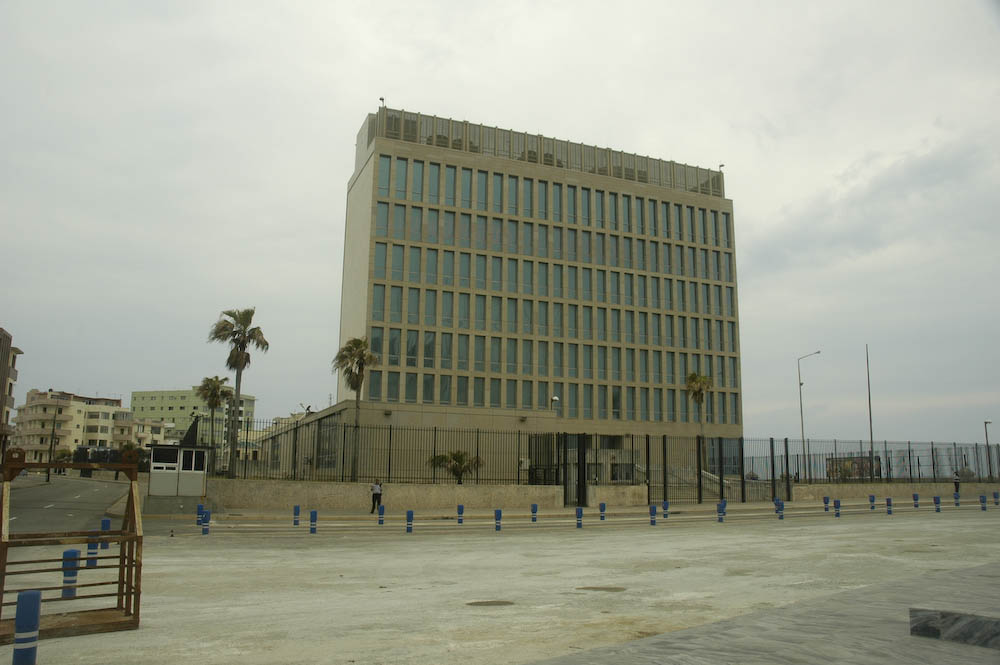
المكتب التجاري الأمريكي في العاصمة الكوبية هافانا

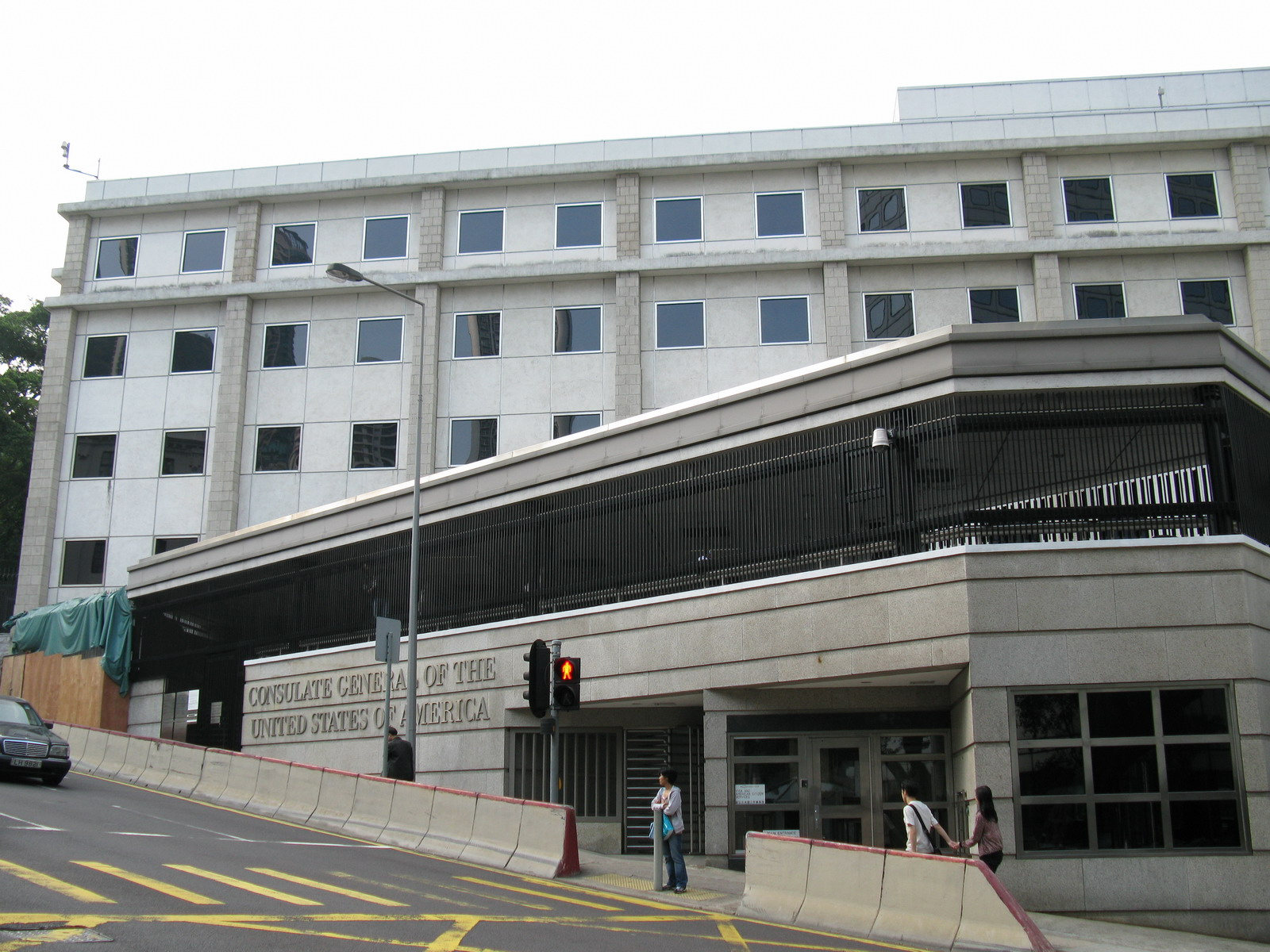
القنصلية العامة الأمريكية في هونغ كونغ

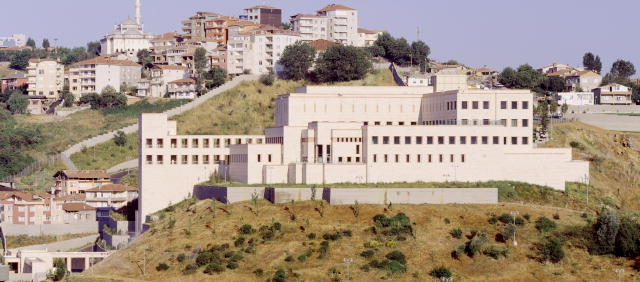
القنصلية العامة في اسطنبول

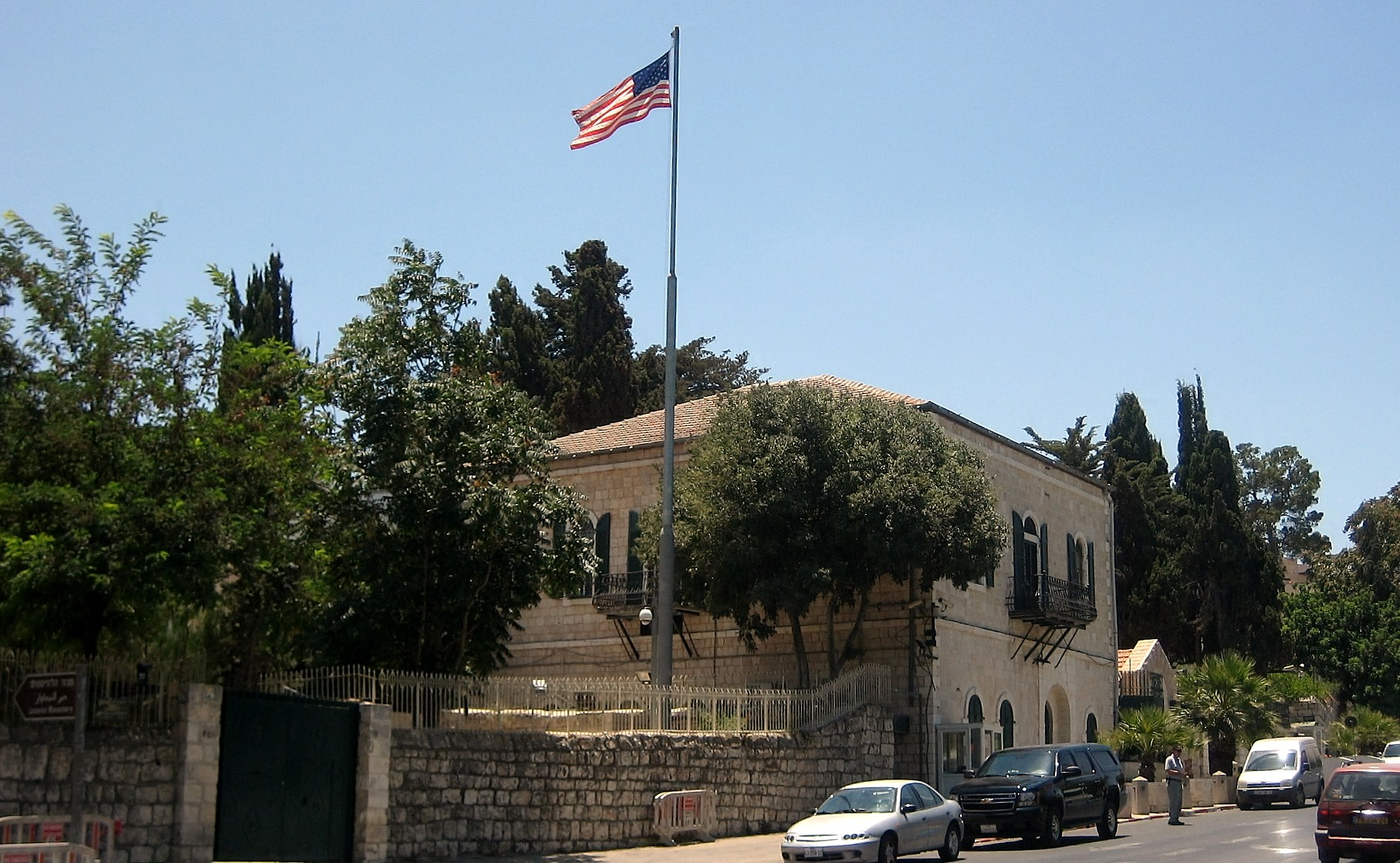
القنصلية العامة في القدس المحتلة

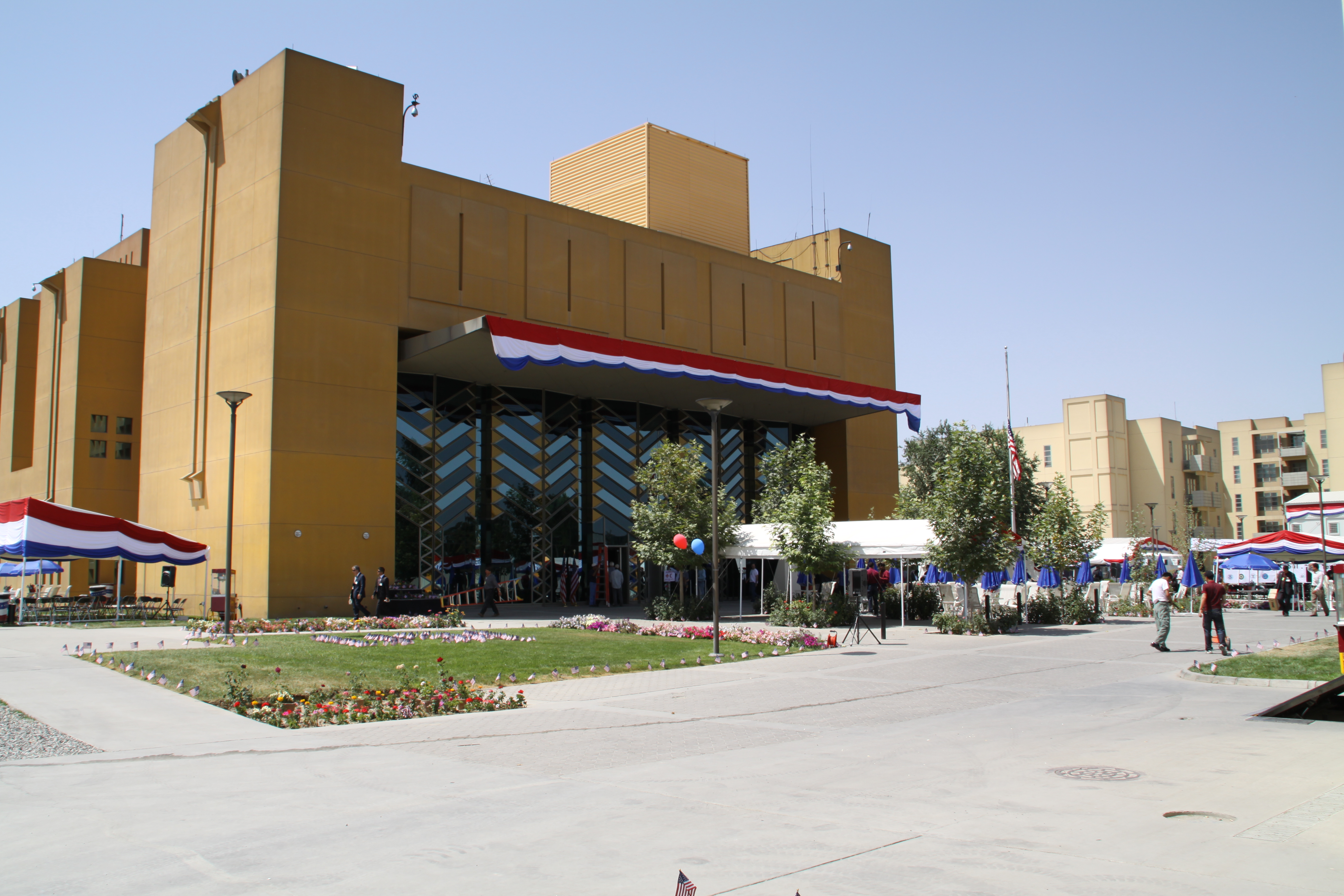
السفارة الأمريكية في كابول، أفغانستان

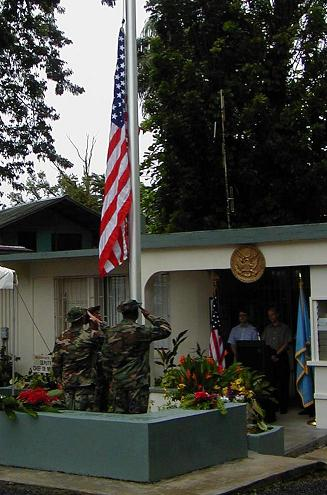
السفارة الأمريكية في كولونيا

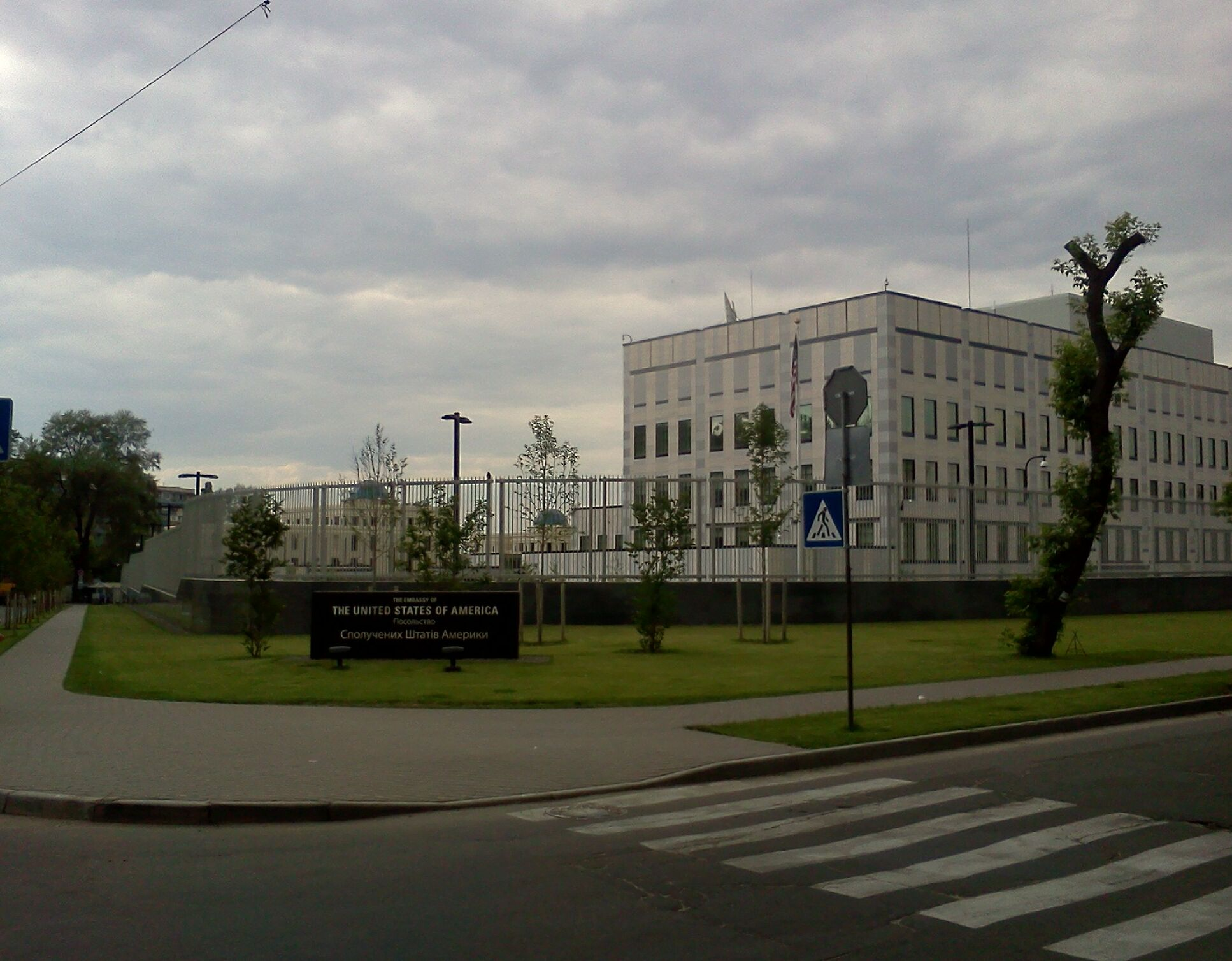
U.S. Embassy in كييف

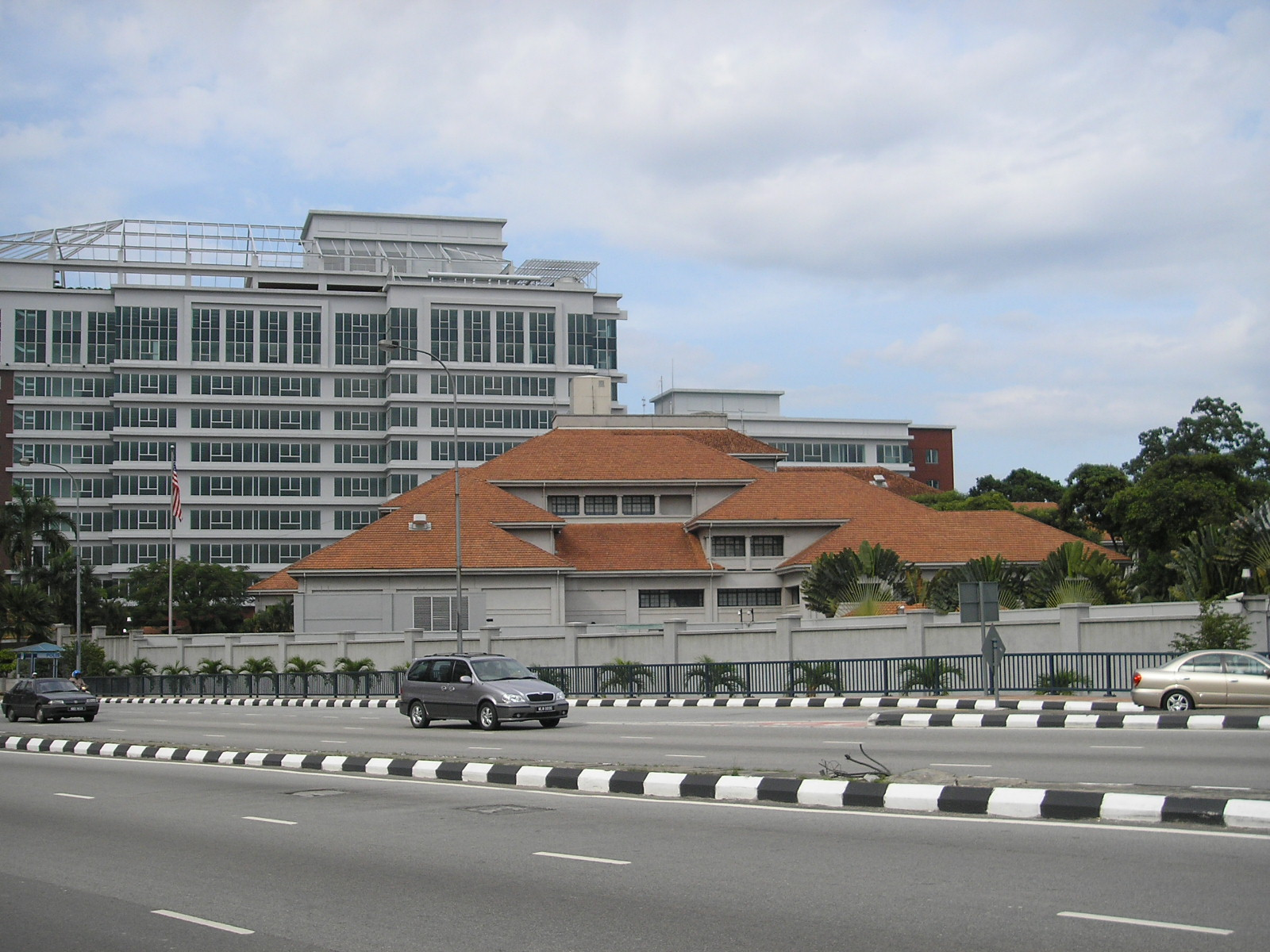
U.S. Embassy in كوالالمبور

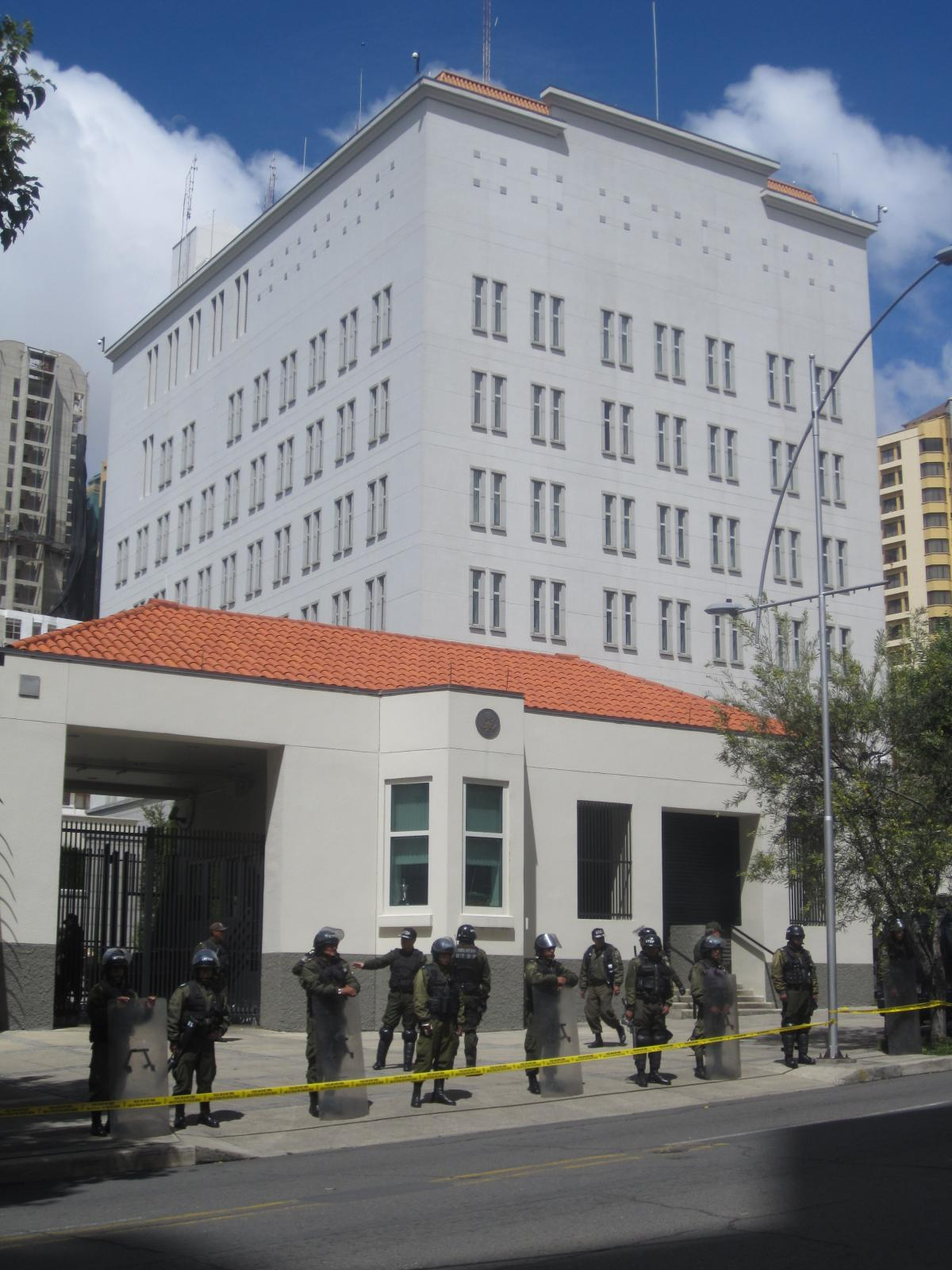
U.S. Embassy in لاباز

U.S. Embassy in ليبرفيل

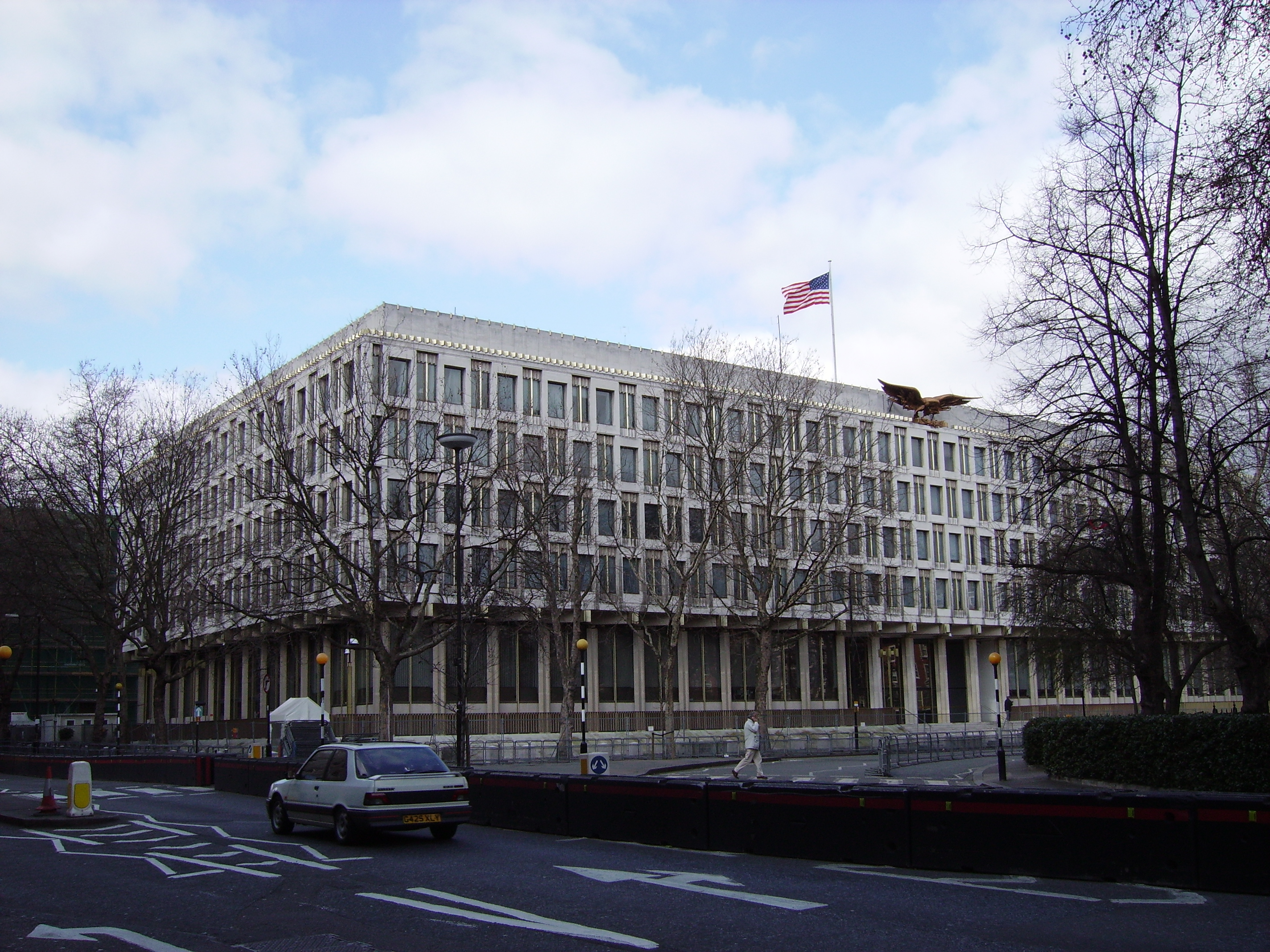
U.S. Embassy in London

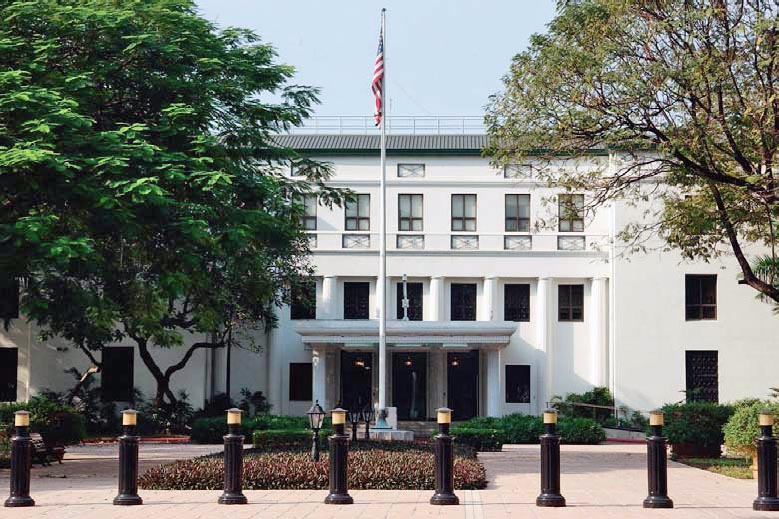
U.S. Embassy in Manila

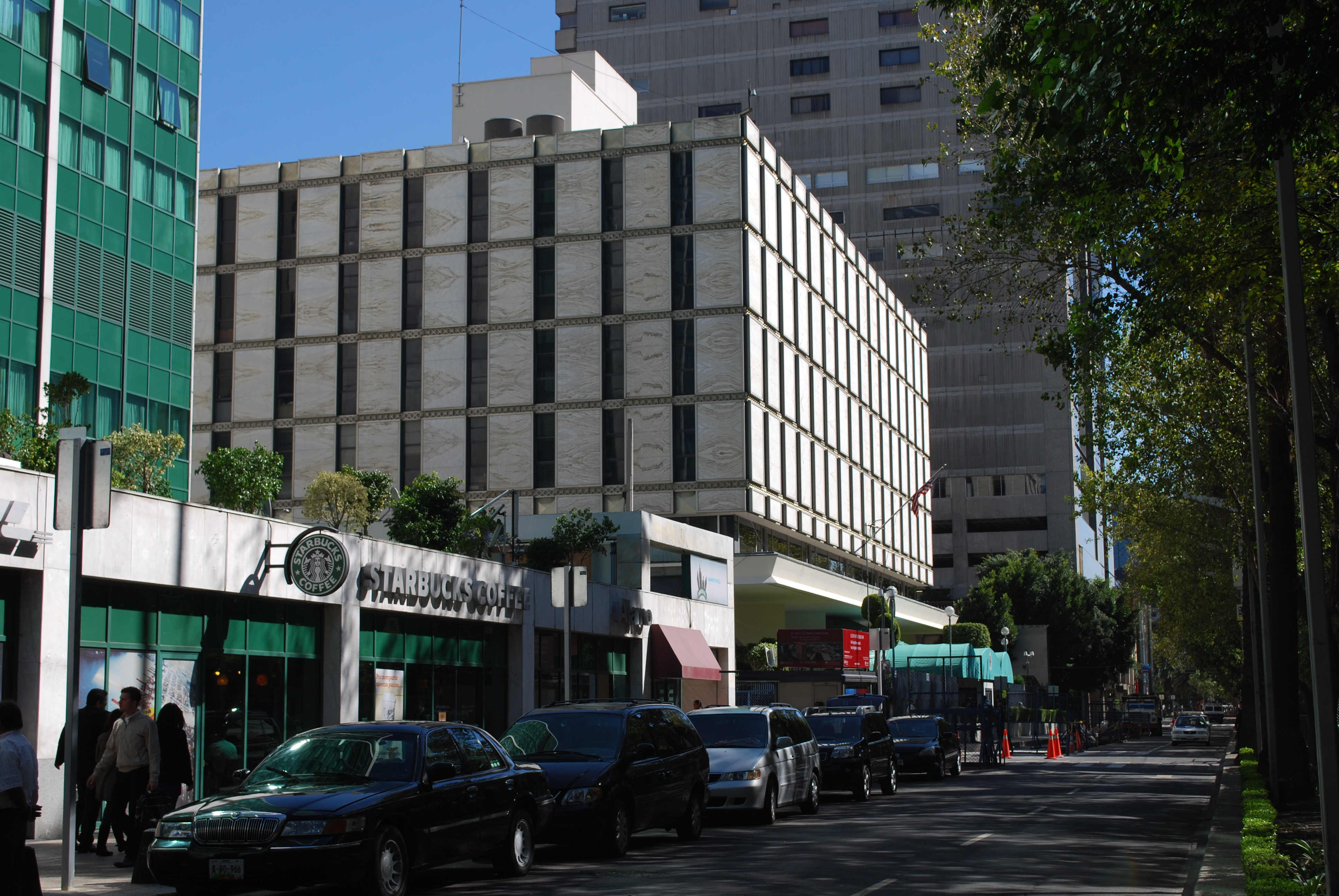
U.S. Embassy in مدينة مكسيكو

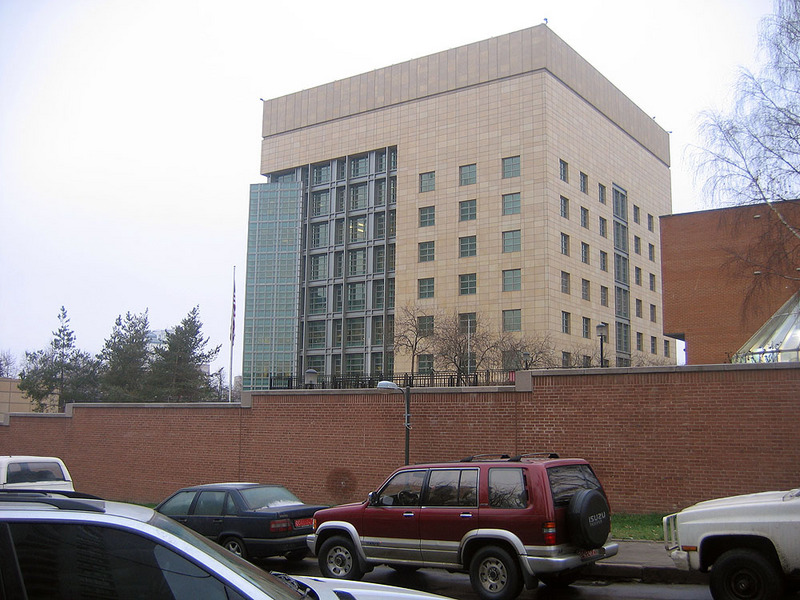
سفارة الولايات المتحدة في موسكو

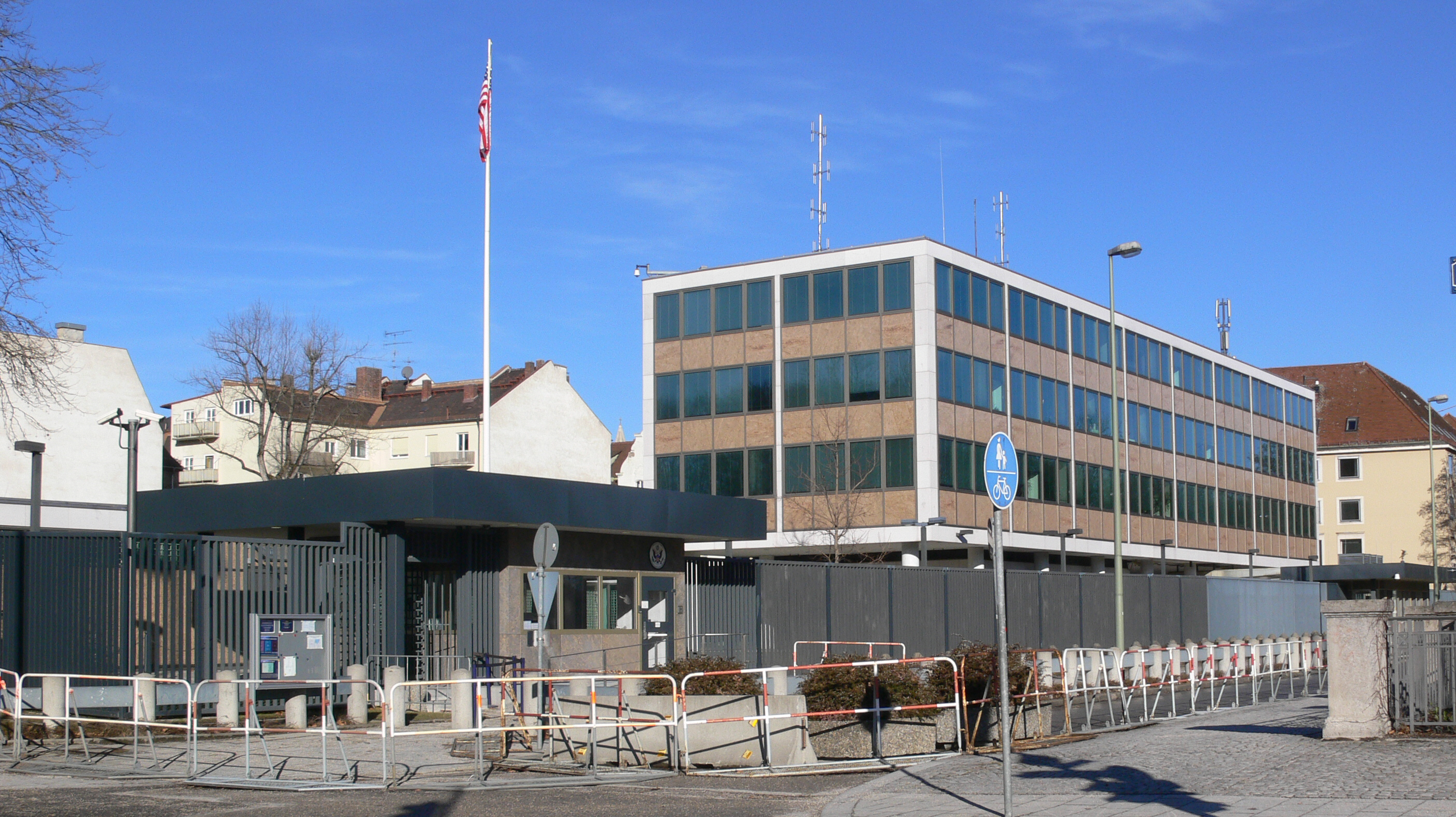
U.S. Consulate-General in ميونخ

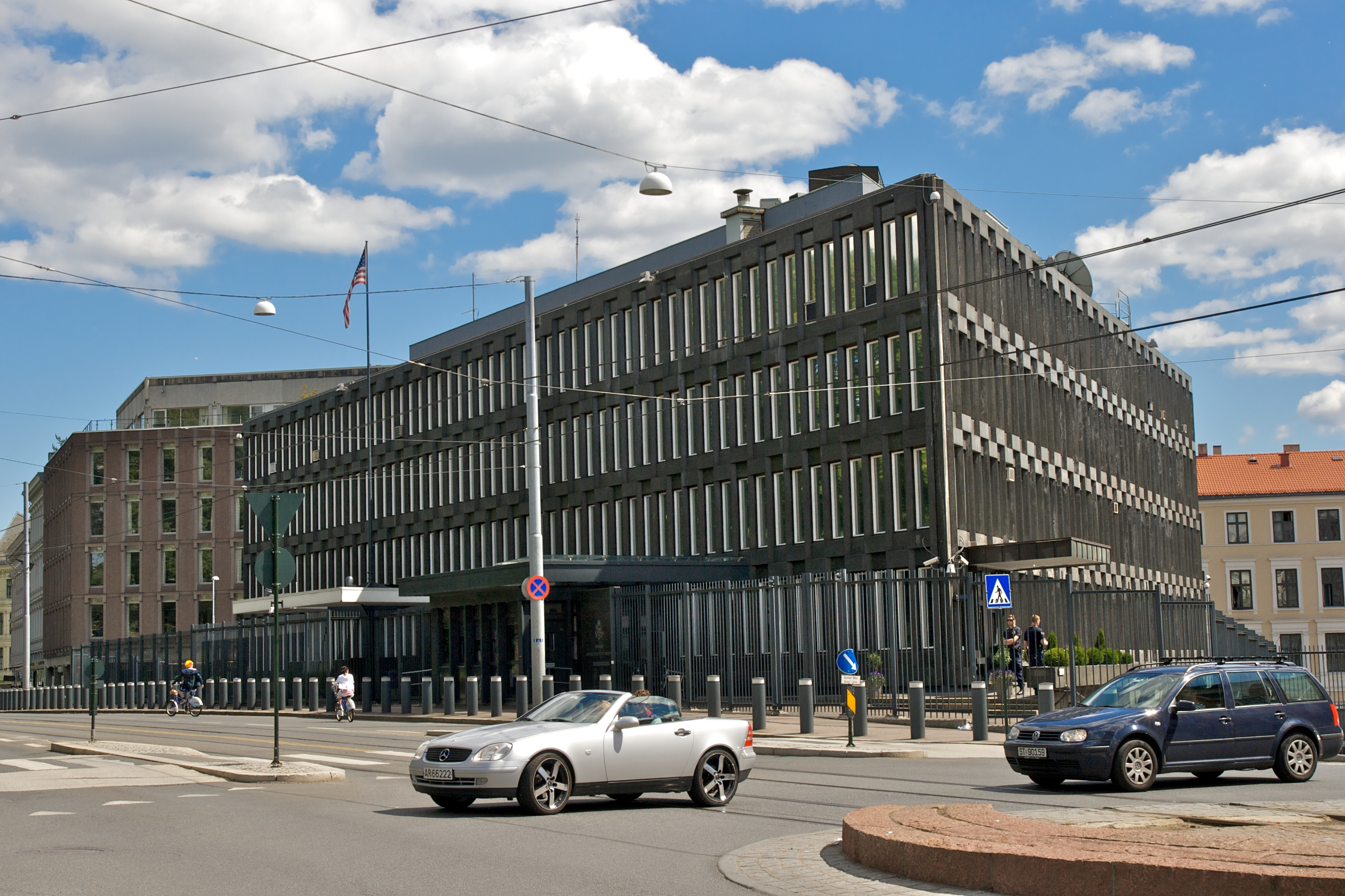
U.S. Embassy in أوسلو

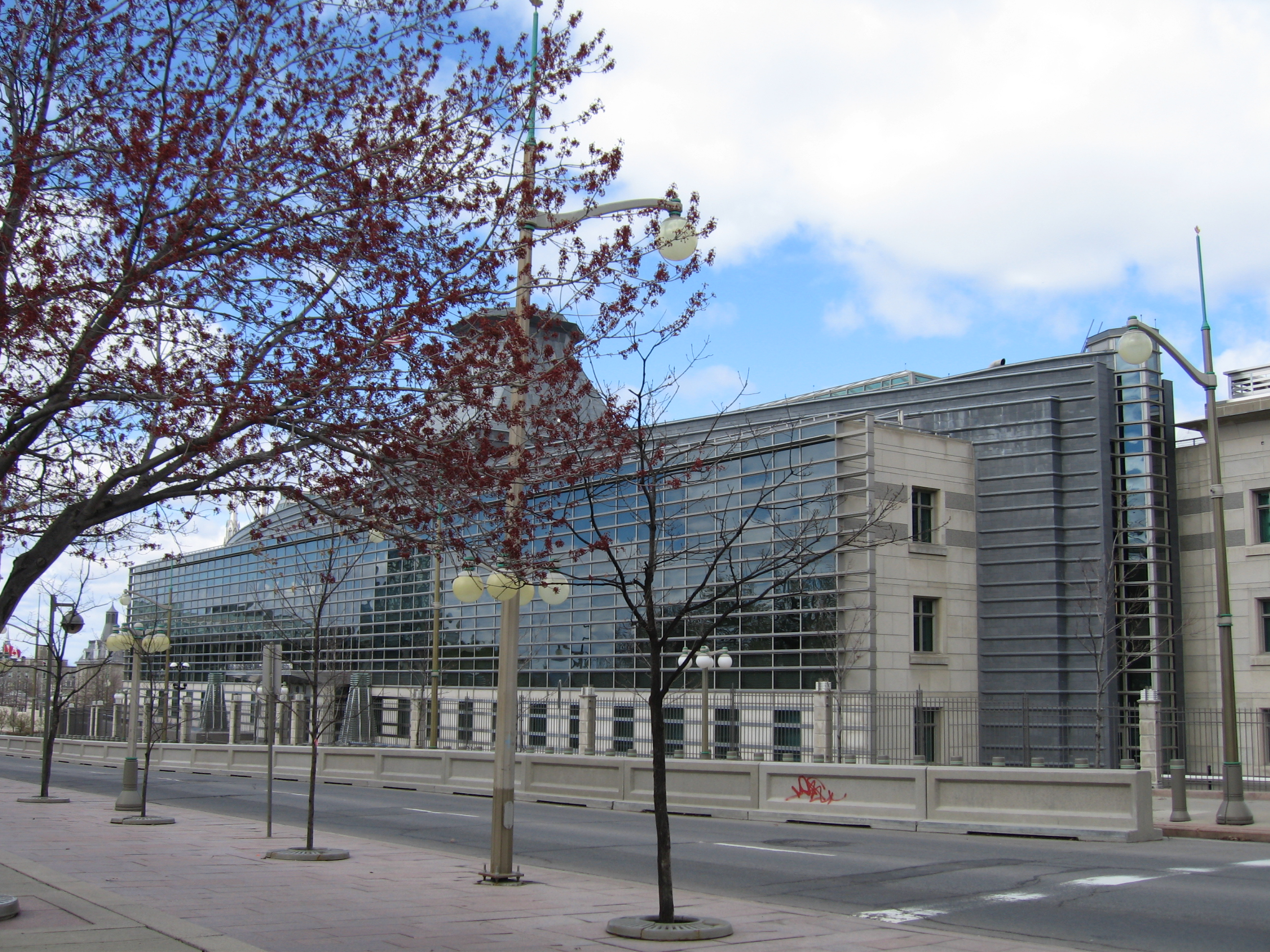
U.S. Embassy in أوتاوا

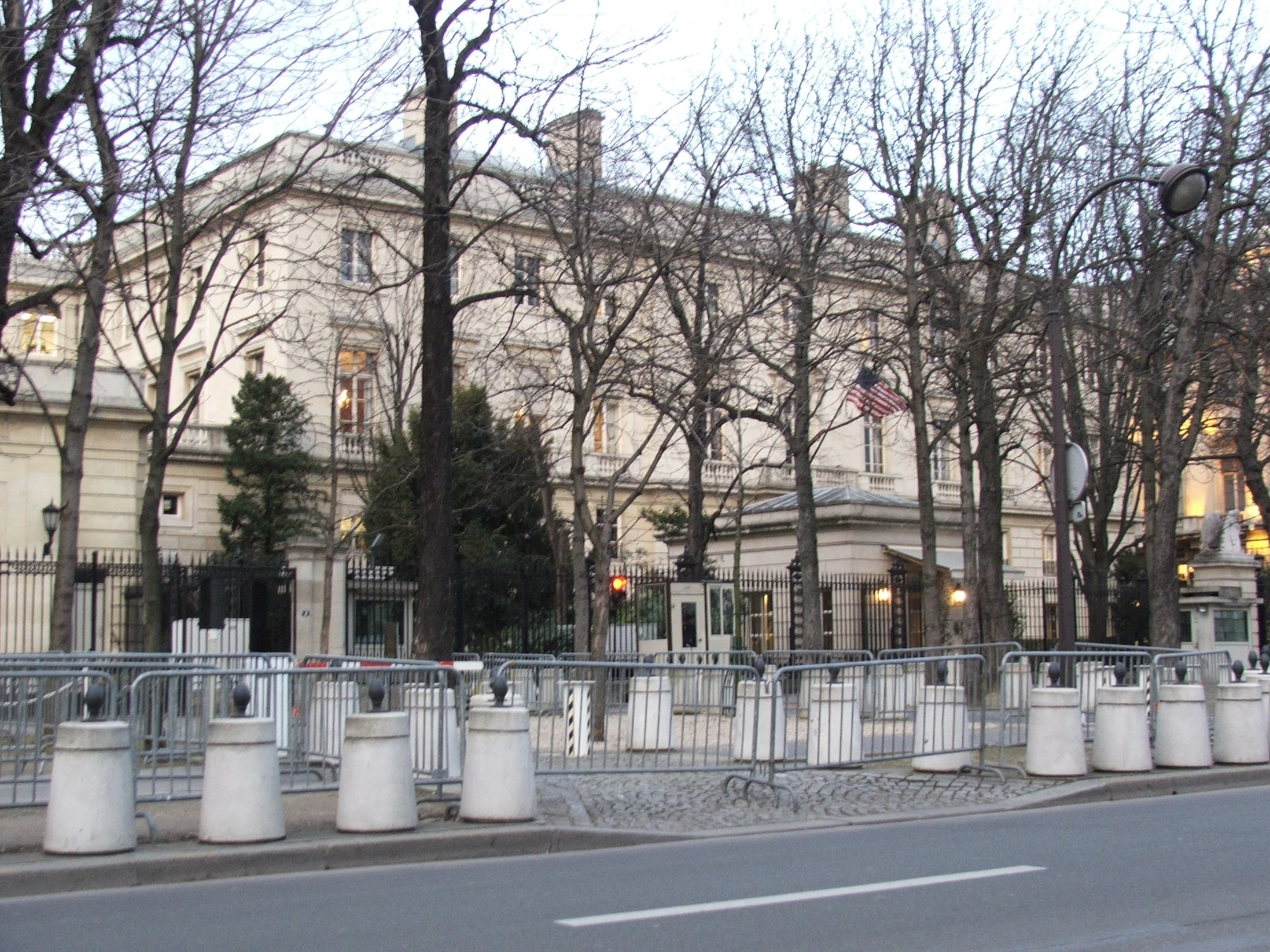
U.S. Embassy in Paris

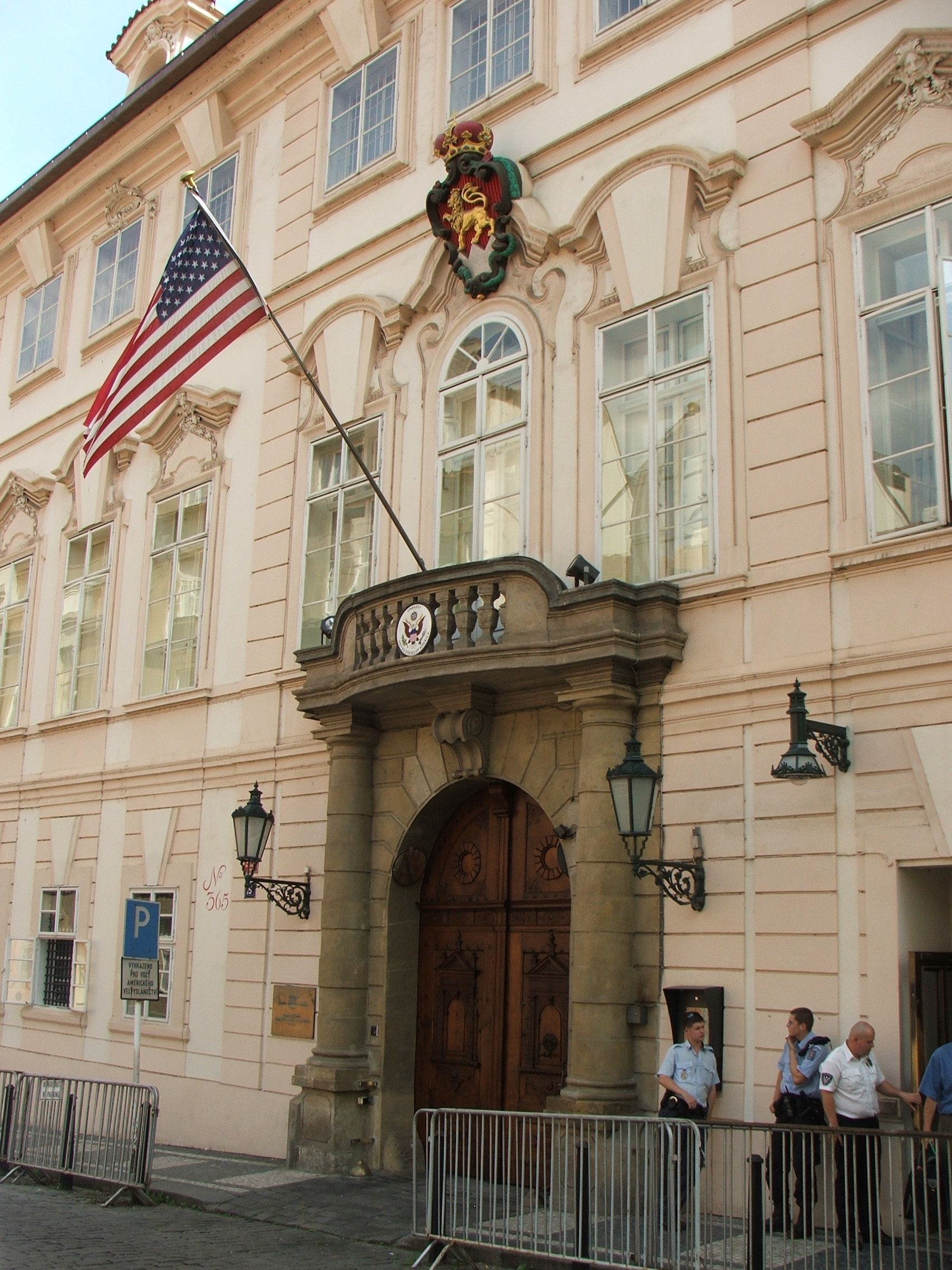
U.S. Embassy in براغ

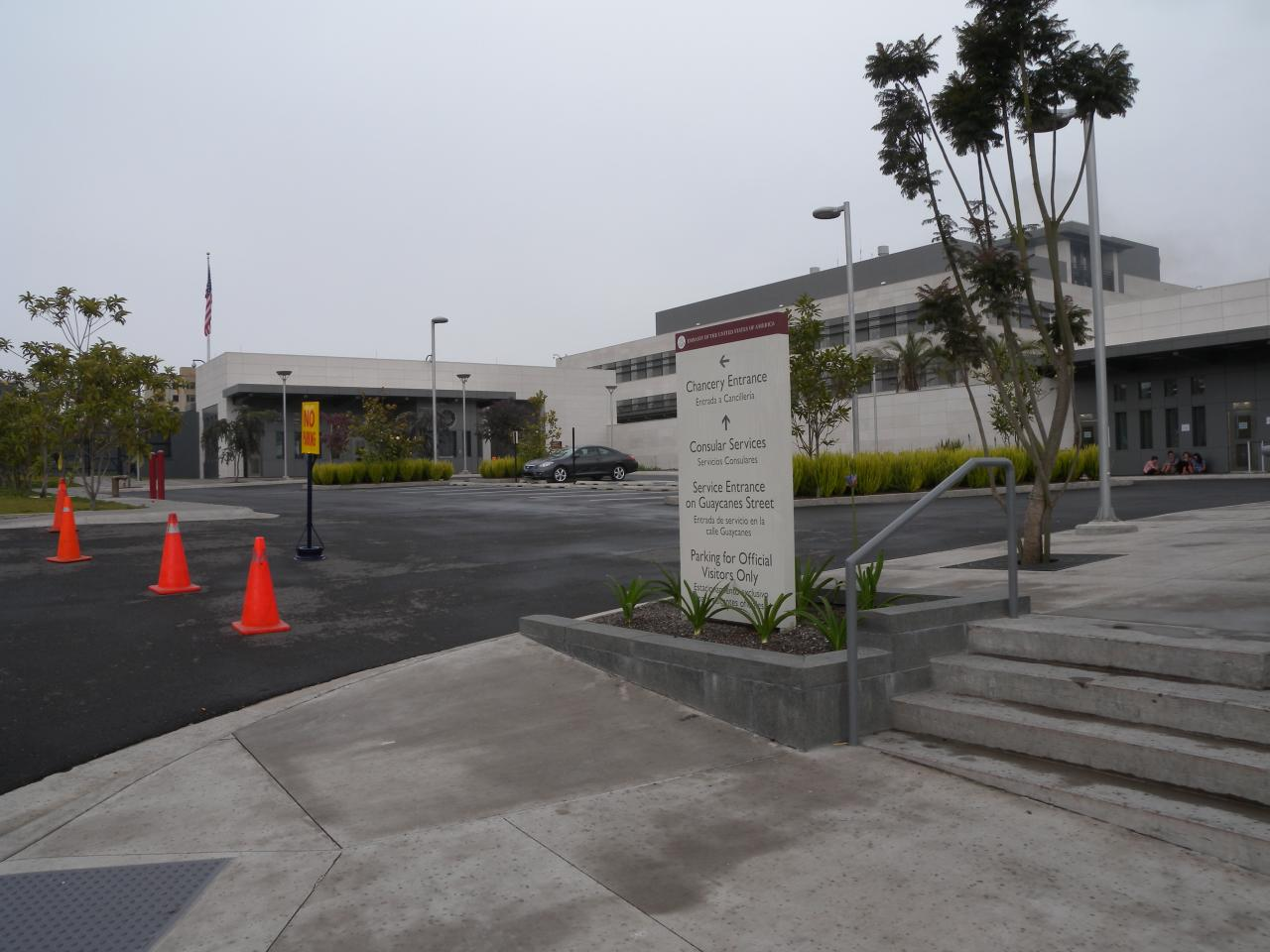
U.S. Embassy in كيتو

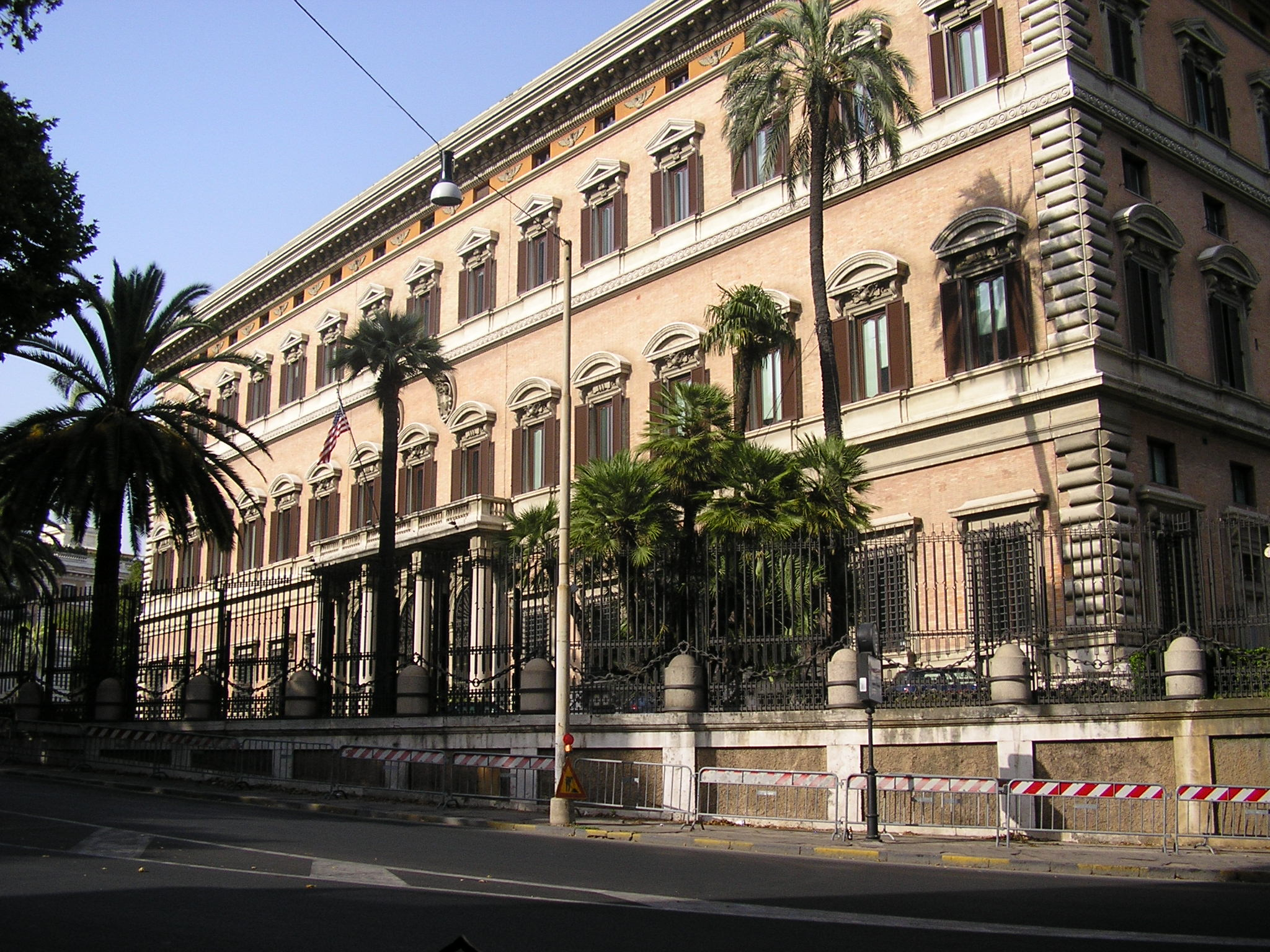
U.S. Embassy in Rome

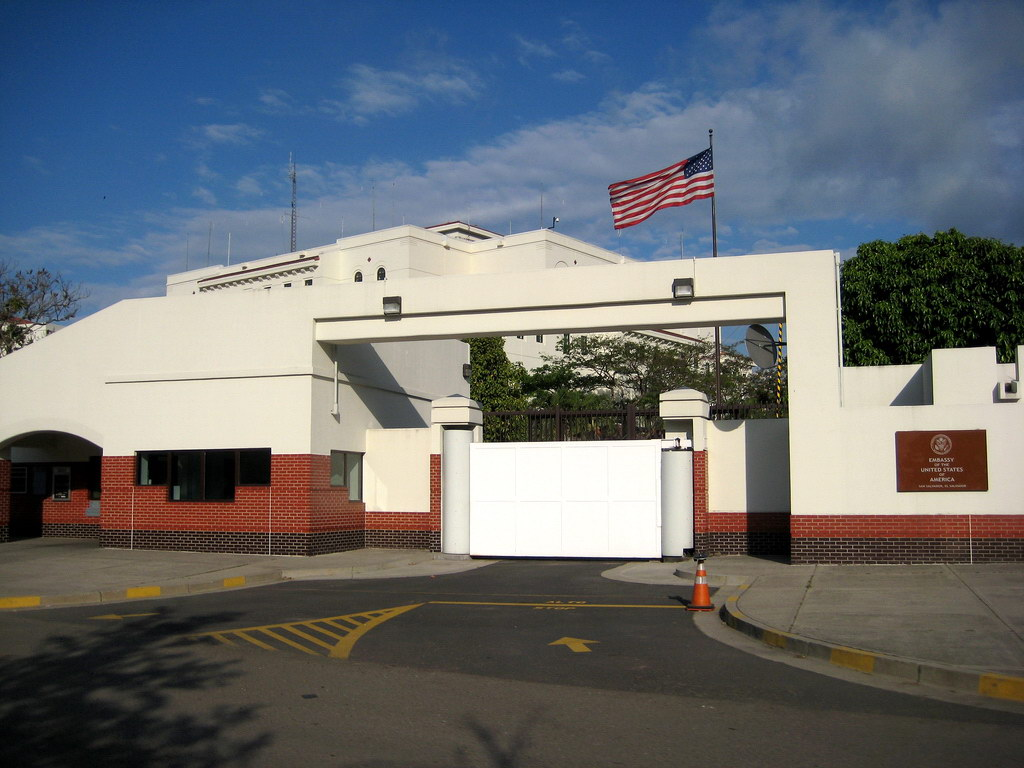
U.S. Embassy in سان سلفادور

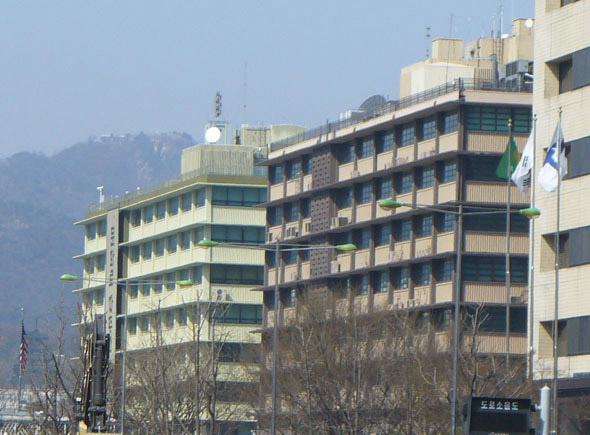
The U.S. Embassy in سول (مدينة خاصة)

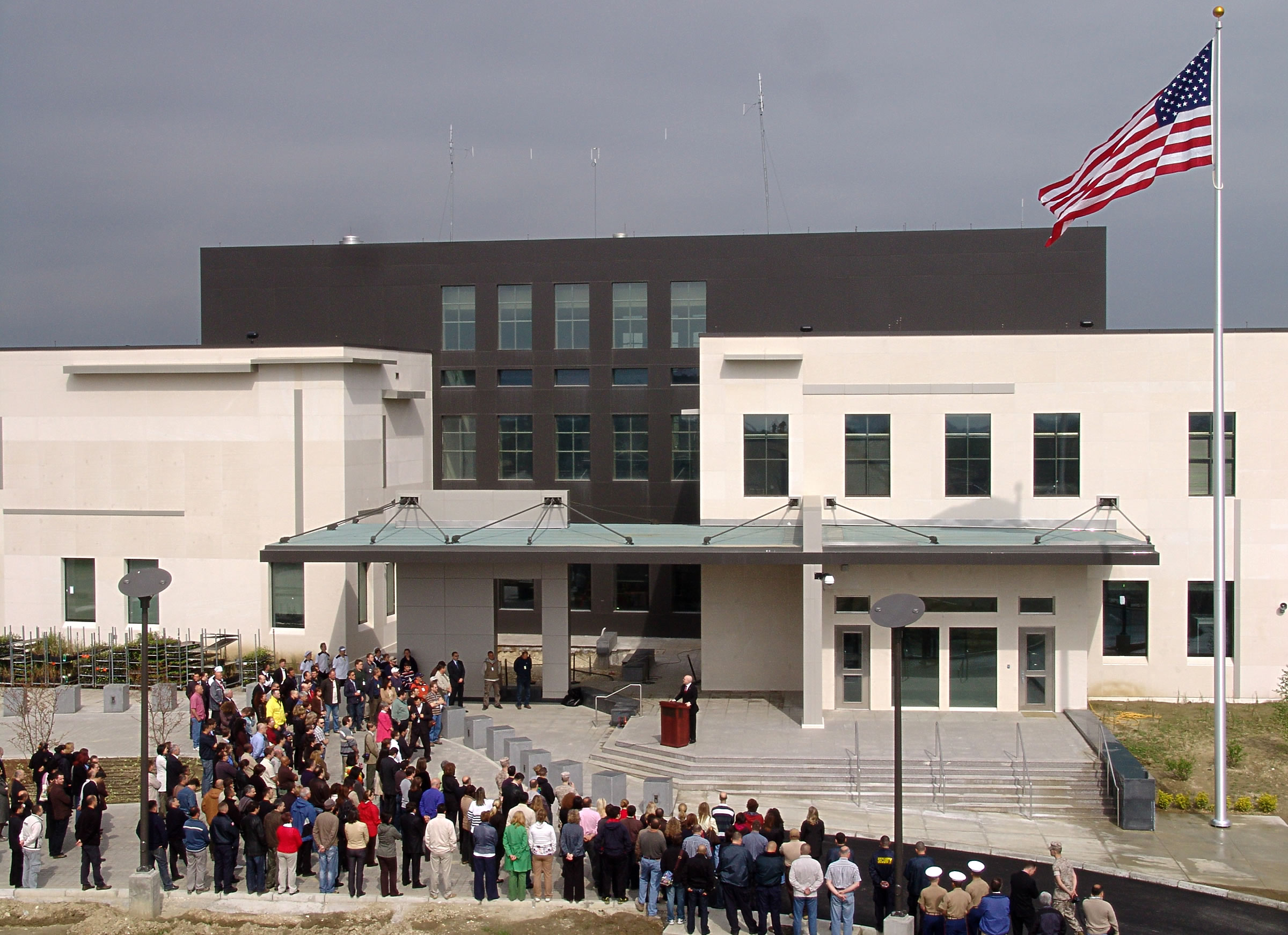
U.S. Embassy in سكوبيه

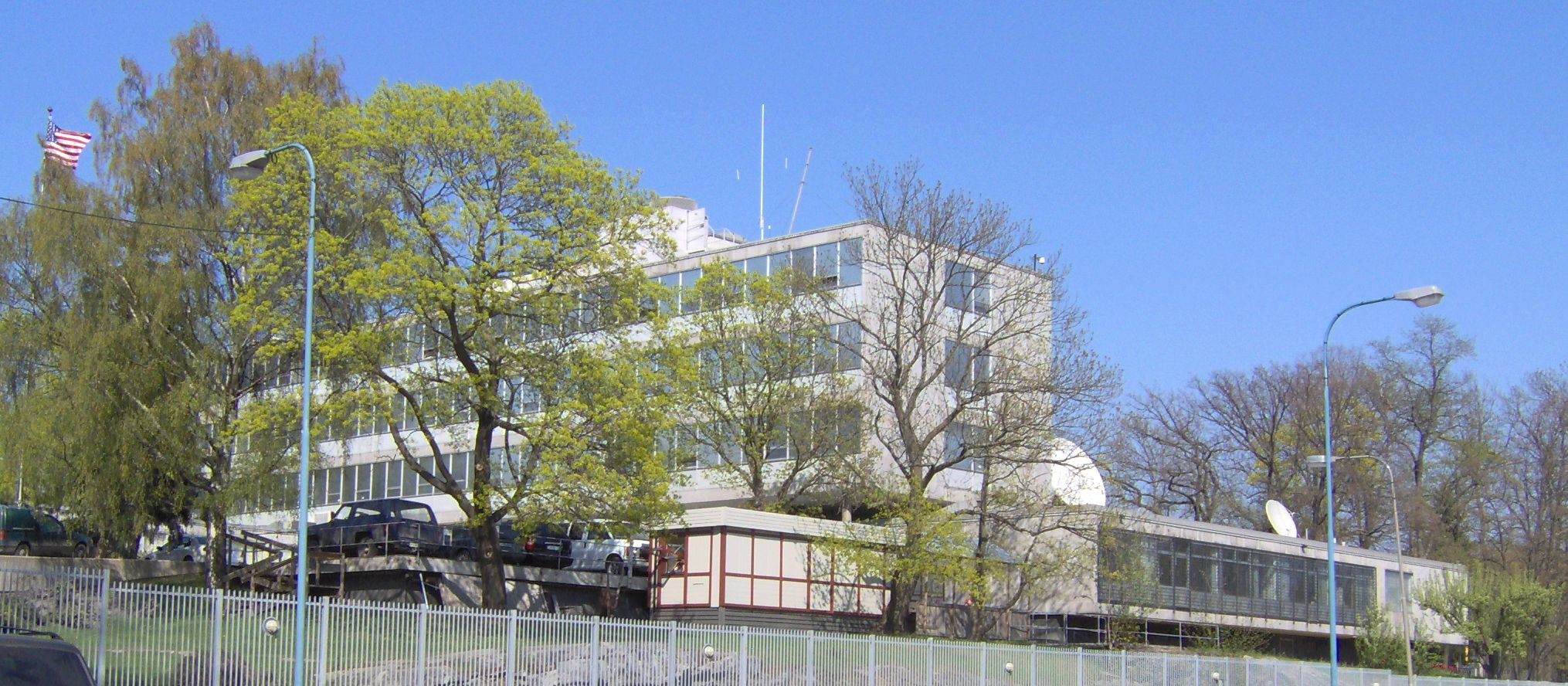
U.S. Embassy in ستوكهولم

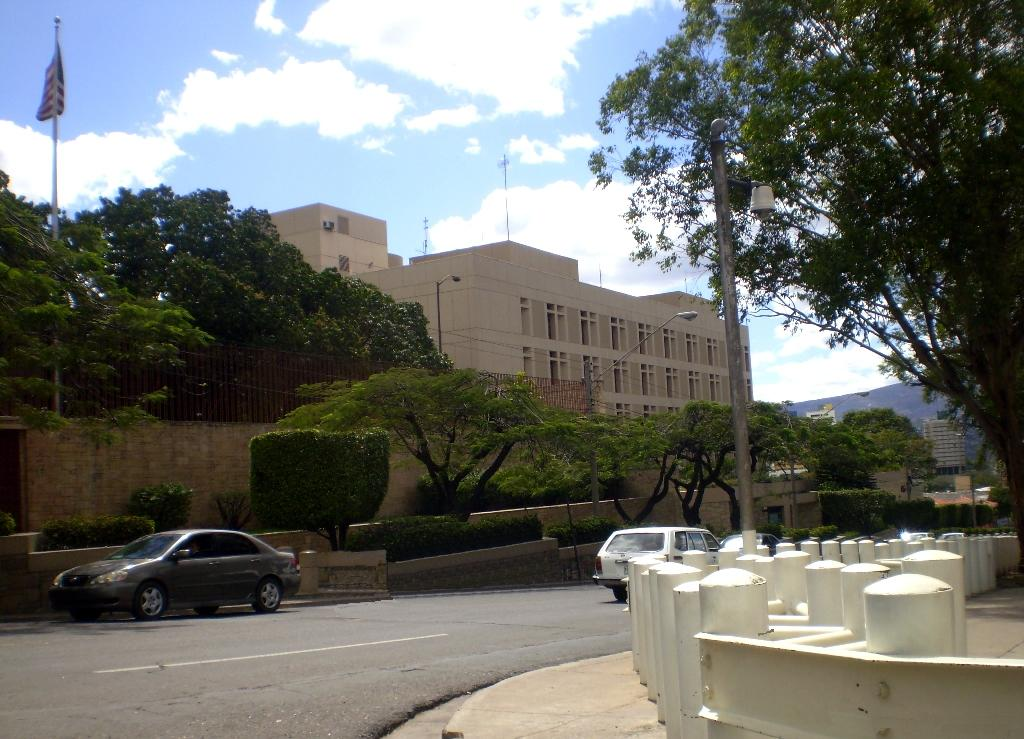
U.S. Embassy in Tegucigalpa, M.D.C.

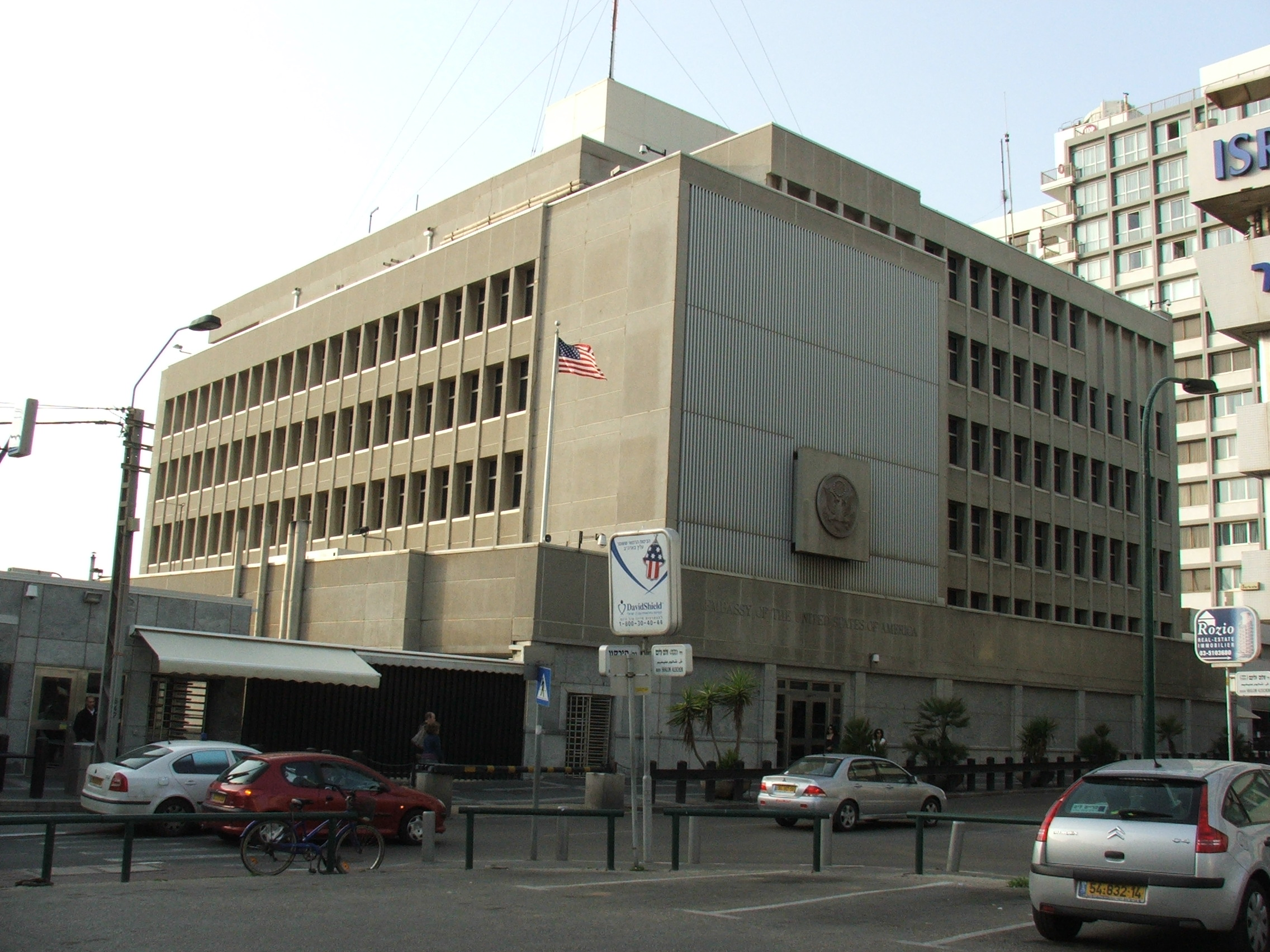
U.S. Embassy in تل أبيب

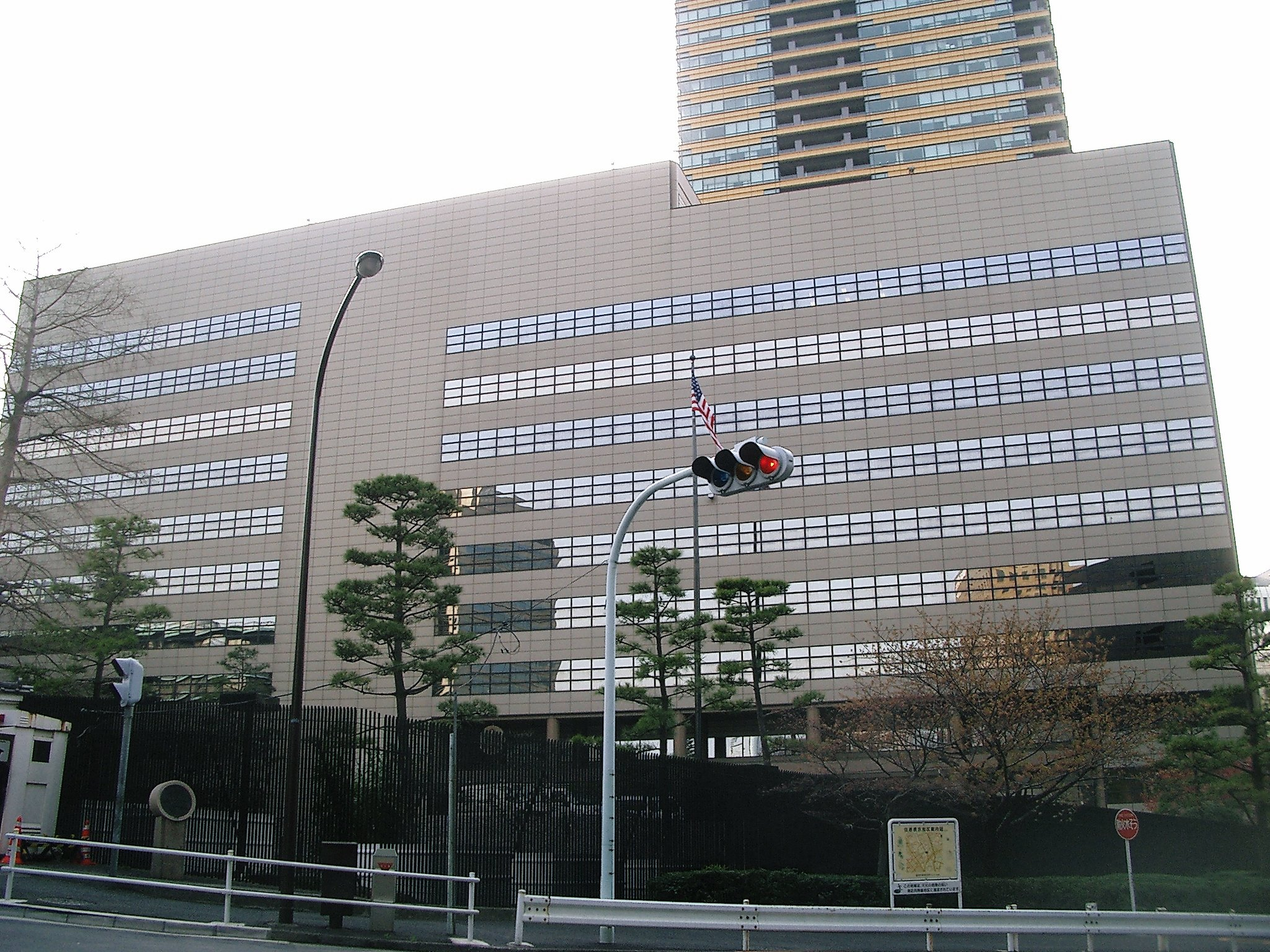
سفارة الولايات المتحدة في اليابان

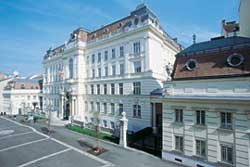
U.S. Embassy in Vienna

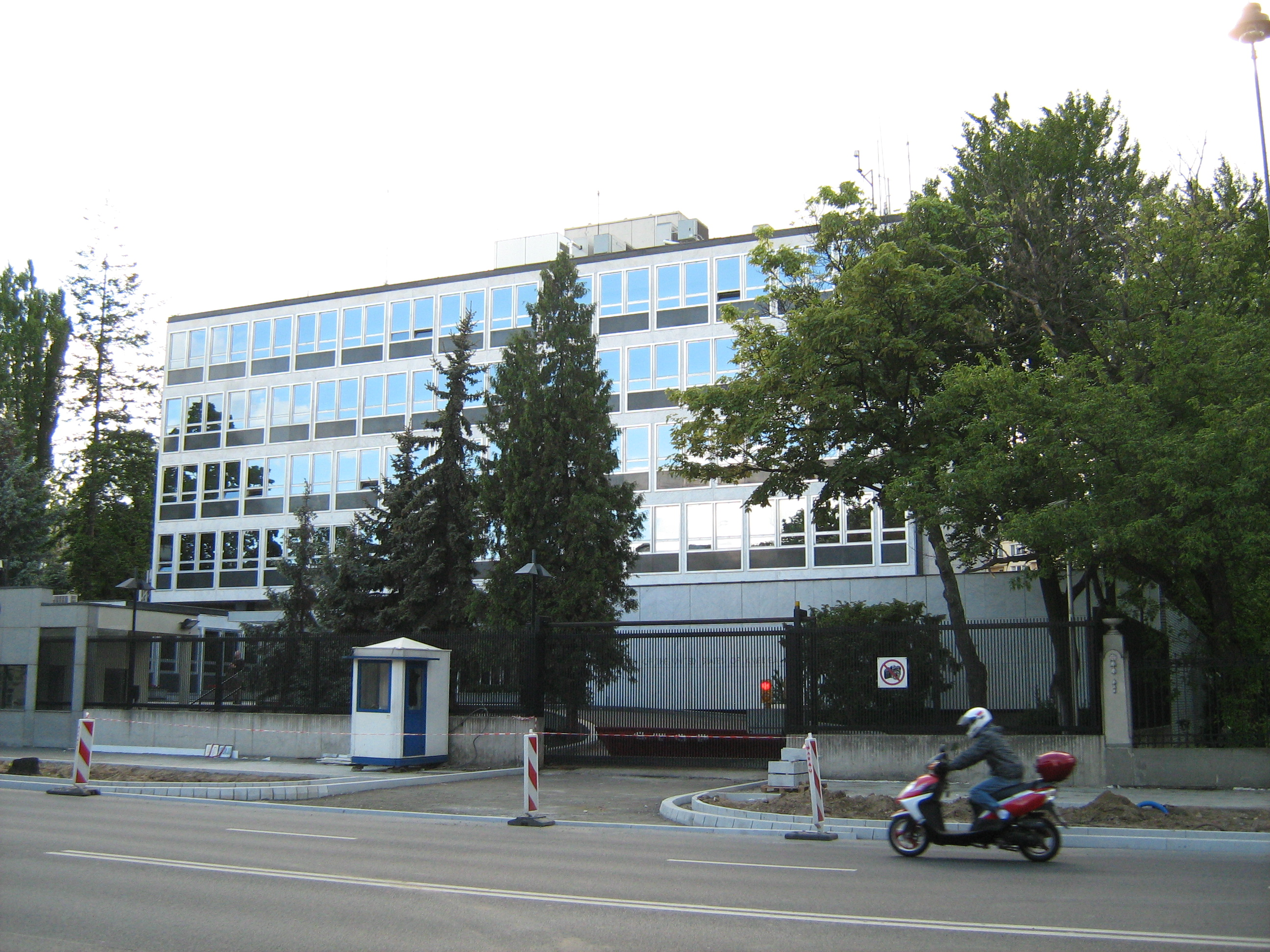
U.S. Embassy in وارسو

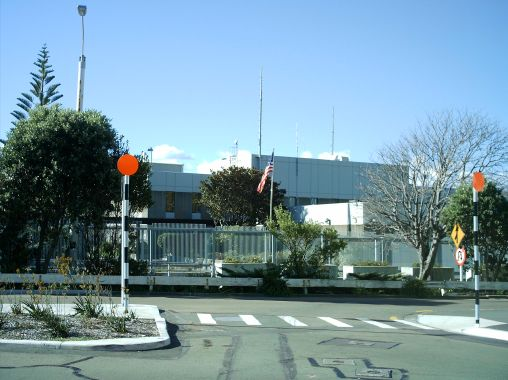
U.S. Embassy in ويلينغتون

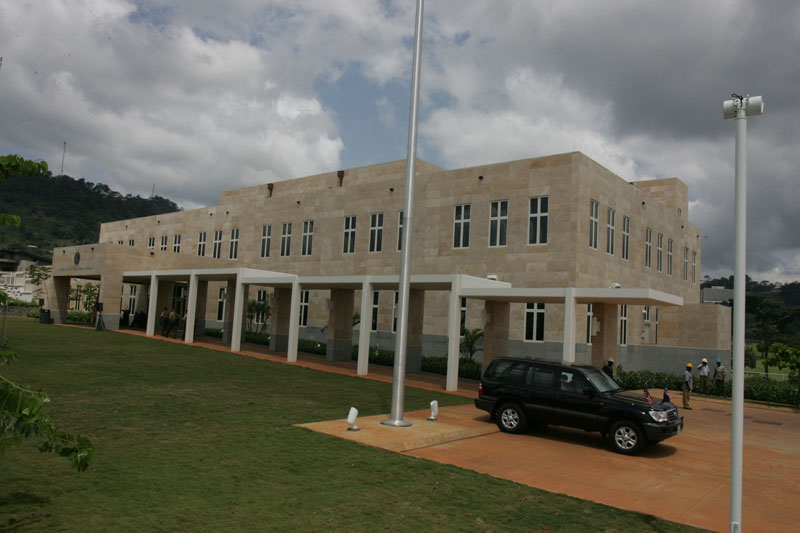
U.S. Embassy in ياوندي

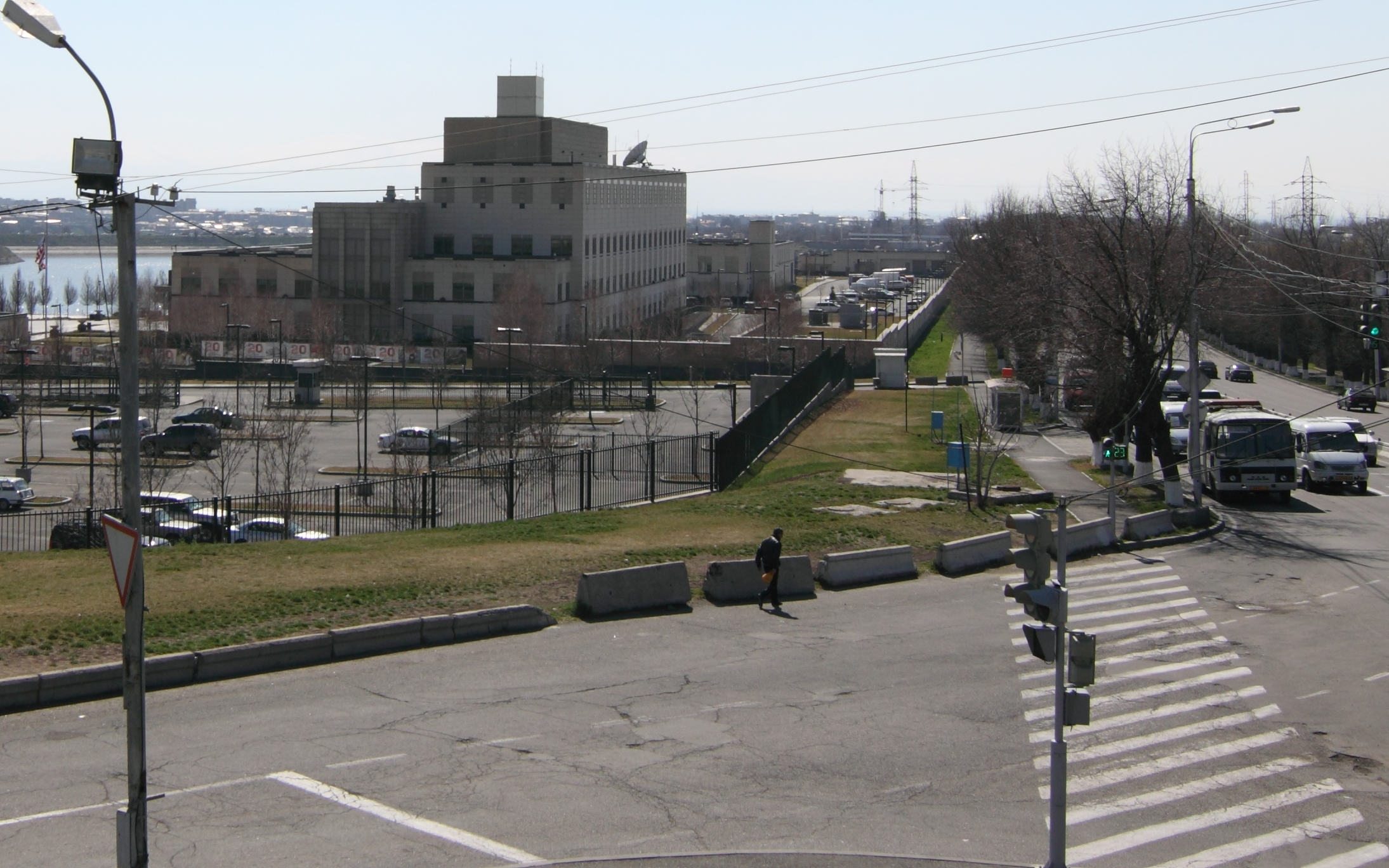
U.S. Embassy in يريفان

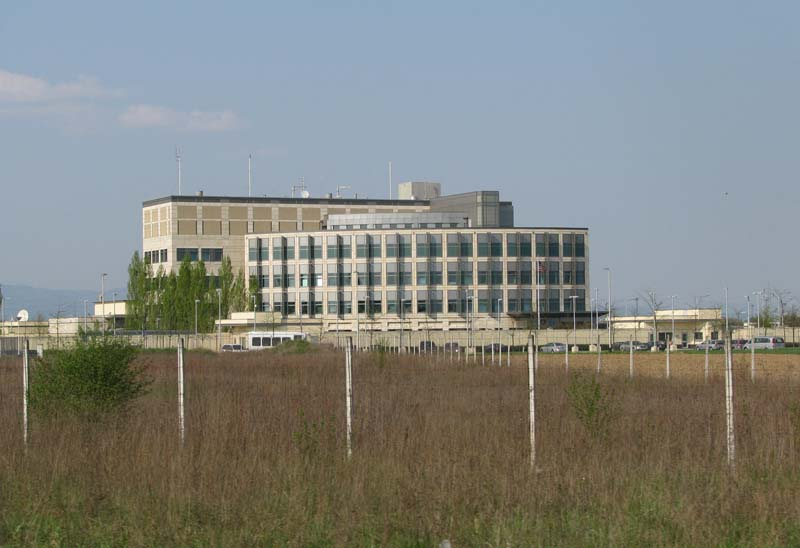
U.S. Embassy in زغرب

هذه هي قوائم السفارات الأمريكية في مدن عربيه 

## تاريخ
أول سفارة فتحت في الولايات المتحدة كانت في المغرب شهر ديسمبر عام 1777م، وذلك بعد حرب التحرير الذي قادهم الإنجليز ضد الإمبراطورية البريطانية.

### أوروبا
- ألبانيا
  - تيرانا (السفارة الأمريكية في تيرانا)
- النمسا
  - فيينا (السفارة الأمريكية في فيينا)
- بيلاروس
  - مينسك (السفارة )
- بلجيكا
  - بروكسل (السفارة)
- البوسنة والهرسك
  - سراييفو (سفارة الولايات المتحدة في البوسنة والهرسك)
  - بانيا لوكا (Embassy Branch Office)
  - موستار (Embassy Branch Office)
- بلغاريا
  - صوفيا (Embassy)
- كرواتيا
  - زغرب (Embassy)
- جمهورية التشيك
  - براغ (سفارة الولايات المتحدة في التشيك)
- الدنمارك
  - كوبنهاغن (سفارة الولايات المتحدة في الدنمارك)
- إستونيا
  - تالين (Embassy)
- فنلندا
  - هلسنكي (Embassy)
- فرنسا
  - باريس (سفارة الولايات المتحدة في فرنسا)
  - مارسيليا (Consulate General)
  - ستراسبورغ (Consulate General)
  - بوردو (American Presence Post)
  - ليون (American Presence Post)
  - رين (American Presence Post)
  - تولوز (American Presence Post)
- ألمانيا
  - برلين (سفارة الولايات المتحدة في ألمانيا)
  - بريمن (مدينة) (Consular Agency)
  - دوسلدورف (Consulate General)
  - فرانكفورت (Consulate General)
  - هامبورغ (Consulate General)
  - لايبزيغ (Consulate General)
  - ميونخ (قائمة البعثات الدبلوماسية الأمريكية)
- اليونان
  - أثينا (سفارة الولايات المتحدة في اليونان)
  - سالونيك (Consulate General)
- الكرسي الرسولي
  - روما (Embassy)[note 1]
- المجر
  - بودابست (Embassy)
- آيسلندا
  - ريكيافيك (Embassy)
- جمهورية أيرلندا
  - دبلن (سفارة الولايات المتحدة في دبلن  [لغات أخرى]‏)
- إيطاليا
  - روما (سفارة الولايات المتحدة في إيطاليا)
  - فلورنسا (قائمة البعثات الدبلوماسية الأمريكية)
  - ميلانو (Consulate General)
  - نابولي (Consulate General)
  - جنوة (Consular Agency)
  - باليرمو (Consular Agency)
  - البندقية (Consular Agency)
- كوسوفو
  - بريشتينا (Embassy)
- لاتفيا
  - ريغا (Embassy)
- ليتوانيا
  - فيلنيوس (Embassy)
- لوكسمبورغ
  - لوكسمبورغ (Embassy)
- مقدونيا
  - سكوبيه (Embassy)
- مالطا
  - فاليتا (Embassy)
- مولدوفا
  - كيشيناو (سفارة الولايات المتحدة في كيشيناو  [لغات أخرى]‏)
- الجبل الأسود
  - بودغوريتسا (Embassy)
- هولندا
  - لاهاي (Embassy)
  - أمستردام (Consulate General)
  - ويلمستاد، Curaçao (Consulate General)
- النرويج
  - أوسلو (سفارة الولايات المتحدة في النرويج)
- بولندا
  - وارسو (Embassy)
  - كراكوف (Consulate General)
- البرتغال
  - لشبونة (Embassy)
  - بونتا ديلغادا (Consulate)
- رومانيا
  - بوخارست (Embassy)
- روسيا
  - موسكو (سفارة الولايات المتحدة في موسكو)
  - سانت بطرسبرغ (Consulate General)
  - فلاديفوستوك (Consulate General)
  - يكاترينبورغ (Consulate General)
- صربيا
  - بلغراد (Embassy)
- سلوفاكيا
  - براتيسلافا (Embassy)
- سلوفينيا
  - ليوبليانا (Embassy)
- إسبانيا
  - مدريد (Embassy)
  - برشلونة (Consulate General)
- السويد
  - ستوكهولم (Embassy)
- سويسرا
  - برن (مدينة) (Embassy)
  - جنيف (Consular Agency)
  - زيورخ (Consular Agency)
- أوكرانيا
  - كييف (Embassy)
- المملكة المتحدة
  - لندن (سفارة الولايات المتحدة في المملكة المتحدة)
  - بلفاست (Consulate General)
  - إدنبرة (Consulate General)
  - Hamilton (Consulate General)

### أمريكا الشمالية
- أنتيغوا وباربودا
  - St. John's (Consular Agency)
- باربادوس
  - بريدج تاون (Embassy)
- جزر البهاما
  - ناساو (Embassy)
- بليز
  - بلموبان (Embassy)
- برمودا
  - Hamilton (Consulate General)
- كندا
  - أوتاوا (سفارة الولايات المتحدة في كندا)
  - كالغاري (Consulate General)
  - هاليفاكس (Consulate General)
  - مونتريال (Consulate General)
  - مدينة كيبك (Consulate General)
  - تورونتو (Consulate General)
  - فانكوفر (Consulate General)
  - وينيبيغ (Consulate)
- كوستاريكا
  - San José (Embassy)
- كوبا
  - هافانا (US Interests Section)
- جمهورية الدومينيكان
  - سانتو دومينغو (Embassy)
- إلسالفادور
  - سان سلفادور (Embassy)
- غرينادا
  - St. George's (Embassy)
- غواتيمالا
  - مدينة غواتيمالا (Embassy)
- هايتي
  - بورت أو برانس (Embassy)
- هندوراس
  - تيغوسيغالبا (Embassy)
- جامايكا
  - Kingston (Embassy)
  - مونتيغو باي (Consular Agency)
- المكسيك
  - مدينة مكسيكو (Embassy)
  - سيوداد خواريز (Consulate General)
  - Guadalajara (Consulate General)
  - ارموسييو سونورا (Consulate General)
  - ماتاموروس (Consulate General)
  - مونتيري (المكسيك) (Consulate General)
  - تيخوانا (Consulate General)
  - Mérida (Consulate)
  - هيرويكا نوغاليس  [لغات أخرى]‏ (Consulate)
  - نويفو لاريدو (Consulate)
  - أكابولكو (Consular Agency)
  - كابو سان لوكاس (Consular Agency)
  - كانكون (Consular Agency)
  - سيوداد اكونا (Consular Agency)
  - كوزوميل (Consular Agency)
  - Ixtapa (Consular Agency)
  - مازاتلان (Consular Agency)
  - Oaxaca (Consular Agency)
  - بيدراس نيغراس (Consular Agency)
  - بويرتو فالارتا (Consular Agency)
  - رينوسا (Consular Agency)
  - مدينة سان لويس بوتوسي (Consular Agency)
  - سان ميغيل دي الليندي (Consular Agency)
- نيكاراغوا
  - ماناغوا (Embassy)
- بنما
  - بنما (مدينة) (Embassy)
- ترينيداد وتوباغو
  - بورت أوف سبين (Embassy)
- جزر توركس وكايكوس
  - بروفيدنسياليس (Consular Agency)

### أمريكا الجنوبية
- الأرجنتين
  - بوينس آيرس (Embassy)
- بوليفيا
  - لاباز (Embassy)
- البرازيل
  - برازيليا (Embassy)
  - ريو دي جانيرو (Consulate General)
  - ساو باولو (Consulate General)
  - ريسيفي (Consulate)
  - بليم (Consular Agency)
  - فورتاليزا (Consular Agency)
  - ماناوس (Consular Agency)
  - بورتو أليغري (Consular Agency)
  - Salvador (Consular Agency)
- تشيلي
  - سانتياغو (Embassy)
- كولومبيا
  - بوغوتا (Embassy)
  - Cartagena (Embassy Branch Office)
- الإكوادور
  - كيتو (Embassy)
  - غواياكيل (Consulate General)
  - Puerto Ayora (Consular Agency)
- غيانا
  - Georgetown (Embassy)
- باراغواي
  - أسونسيون (Embassy)
- بيرو
  - ليما (Embassy)
  - قوسقو (Consular Agency)
- سورينام
  - باراماريبو (Embassy)
- الأوروغواي
  - مونتفيدو (Embassy)
- فنزويلا
  - كاراكاس (Embassy)
  - ماراكايبو (Consular Agency)

### أفريقيا
- الجزائر
  - الجزائر (مدينة) (Embassy)
- أنغولا
  - لواندا (Embassy)
- بنين
  - كوتونو (Embassy)
- بوتسوانا
  - غابورون (Embassy)
- بوركينا فاسو
  - واغادوغو (Embassy)
- بوروندي
  - بوجومبورا (Embassy)
- الكاميرون
  - ياوندي (Embassy)
- الرأس الأخضر
  - برايا (Embassy)
- جمهورية إفريقيا الوسطى
  - بانغي (Embassy)
- تشاد
  - انجمينا (Embassy)
- جمهورية الكونغو
  - برازافيل (Embassy)
- ساحل العاج
  - أبيدجان (Embassy)
- جمهورية الكونغو الديمقراطية
  - كينشاسا (Embassy)
- جيبوتي
  - Djibouti (Embassy)
- مصر
  - القاهرة (Embassy)
  - الإسكندرية (Consulate-General)
- غينيا الاستوائية
  - مالابو (Embassy)
- إرتريا
  - أسمرة (Embassy)
- إثيوبيا
  - أديس أبابا (Embassy)
- الغابون
  - ليبرفيل (Embassy)
- غامبيا
  - بانجول (Embassy)
- غانا
  - أكرا (Embassy)
- غينيا
  - كوناكري (Embassy)
- غينيا بيساو
  - بيساو (Branch Office of US Embassy in Dakar, Senegal)
- كينيا
  - نيروبي (Embassy)
- ليسوتو
  - ماسيرو (Embassy)
- ليبيريا
  - مونروفيا (Embassy)
- ليبيا
  - طرابلس (Embassy)
- مدغشقر
  - أنتاناناريفو (Embassy)
- مالاوي
  - ليلونغوي (Embassy)
- مالي
  - باماكو (Embassy)
- موريتانيا
  - نواكشوط (Embassy)
- موريشيوس
  - بورت لويس (Embassy)
- المغرب
  - الرباط (Embassy)
  - الدار البيضاء (Consulate General)
- موزمبيق
  - مابوتو (Embassy)
- ناميبيا
  - ويندهوك (Embassy)
- النيجر
  - نيامي (Embassy)
- نيجيريا
  - أبوجا (Embassy)
  - لاغوس (Consulate General)
- رواندا
  - كيغالي (Embassy)
- السنغال
  - داكار (Embassy)
- سيراليون
  - فريتاون (Embassy)
- جنوب إفريقيا
  - بريتوريا (Embassy)
  - كيب تاون (Consulate General)
  - ديربان (Consulate General)
  - جوهانسبرغ (Consulate General)
- جنوب السودان
  - جوبا (Embassy)
- السودان
  - الخرطوم (Embassy)
- إسواتيني
  - مبابان (Embassy)
- تنزانيا
  - دار السلام (تنزانيا) (Embassy)
- توغو
  - لومي (Embassy)
- تونس
  - تونس (مدينة) (Embassy)
- أوغندا
  - كامبالا (Embassy)
- زامبيا
  - لوساكا (Embassy)
- زيمبابوي
  - هراري (Embassy)

### آسيا
- أفغانستان
  - كابل (سفارة الولايات المتحدة في أفغانستان)
  - هراة (Consulate)
- أرمينيا
  - يريفان (سفارة الولايات المتحدة في أرمينيا)
- أذربيجان
  - باكو (Embassy)
- البحرين
  - المنامة (Embassy)
- بنغلاديش
  - دكا (Embassy)
- بروناي
  - بندر سري بكاوان (Embassy)
- كمبوديا
  - بنوم بنه (Embassy)
- الصين
  - بكين (سفارة الولايات المتحدة في الصين)
  - تشنغدو (Consulate General)
  - قوانتشو (Consulate General)
  - هونغ كونغ (Consulate General)
  - شانغهاي (Consulate General)
  - شنيانغ (Consulate General)
  - ووهان (Consulate General)
- قبرص
  - نيقوسيا (Embassy)
- جورجيا
  - تبليسي (Embassy)
- الهند
  - نيودلهي (Embassy)
  - تشيناي (القنصلية العامة للولايات المتحدة في تشيناي)
  - Hyderabad (Consulate General)
  - كلكتا (Consulate General)
  - مومباي (Consulate General)
- إندونيسيا
  - جاكارتا (سفارة الولايات المتحدة في إندونيسيا)
  - دنباسار (Consular Office)
  - سورابايا (Consulate General)
- العراق
  - بغداد (السفارة الأمريكية في العراق)
  - البصرة (Consulate General)
  - كركوك (Office of the Embassy)
  - الموصل (Office of the Embassy)
- إسرائيل
  - تل أبيب (سفارة الولايات المتحدة ، تل أبيب  [لغات أخرى]‏)
  - القدس (القنصلية العامة للولايات المتحدة في القدس)
- اليابان
  - طوكيو (سفارة الولايات المتحدة في اليابان)
  - ناها (أوكيناوا) (Consulate General)
  - أوساكا (Consulate General)
  - سابورو (Consulate General)
  - فوكوكا (Consulate)
  - ناغويا (Consulate)
- الأردن
  - عمان (Embassy)
- كازاخستان
  - أستانا (Embassy)
  - ألماتي (Embassy Branch Office)
- الكويت
  - مدينة الكويت (Embassy)
- قرغيزستان
  - بيشكك (Embassy)
- لاوس
  - فيينتيان (Embassy)
- لبنان
  - بيروت (Embassy)
- ماليزيا
  - كوالالمبور (Embassy)
- منغوليا
  - Ulaanbaatar (Embassy)
- ميانمار
  - يانغون (Embassy)
- نيبال
  - كاتماندو (Embassy)
- عُمان
  - Muscat (Embassy)
- باكستان
  - إسلام آباد (سفارة الولايات المتحدة في باكستان)
  - كراتشي (Consulate General)
  - لاهور (Consulate)
  - بيشاور (Consulate)
- فلسطين
  - القدس (القنصلية العامة للولايات المتحدة في القدس)
- الفلبين
  - مانيلا (سفارة الولايات المتحدة في الفلبين)
  - مدينة سيبو (Consular Agency)
- قطر
  - الدوحة (Embassy)
- السعودية
  - الرياض (Embassy)
  - الظهران (Consulate General)
  - جدة (Consulate General)
- سنغافورة
  - سنغافورة (Embassy)
- كوريا الجنوبية
  - سول (مدينة خاصة) (سفارة الولايات المتحدة في كوريا الجنوبية)
  - بسان (Presence Post)
- سريلانكا
  - كولمبو (Embassy)
- سوريا
  - دمشق (Embassy)—Embassy operations suspended[1]
- جمهورية الصين (تايوان)
  - تايبيه (American Institute in Taiwan)
  - كاوهسيونغ (American Institute in Taiwan—branch office)
- طاجيكستان
  - دوشنبه (Embassy)
- تايلاند
  - بانكوك (Embassy)
  - تشيانغ مي (Consulate General)
- تيمور الشرقية
  - ديلي (Embassy)
- تركيا
  - أنقرة (Embassy)
  - إسطنبول (Consulate General)
  - أضنة (Consulate)
  - إزمير (Consular Agency)
- تركمانستان
  - عشق آباد (Embassy)
- الإمارات العربية المتحدة
  - أبوظبي (Embassy)
  - إمارة دبي (Consulate General)
- أوزبكستان
  - طشقند (Embassy)
- فيتنام
  - هانوي (Embassy)
  - مدينة هو تشي مينه (قائمة البعثات الدبلوماسية الأمريكية)
- اليمن
  - صنعاء (Embassy)

### أوقيانوسيا
- أستراليا
  - كانبرا (سفارة الولايات المتحدة في أستراليا)
  - ملبورن (Consulate General)
  - برث (Consulate General)
  - سيدني (Consulate General)
- فيجي
  - سوفا (Embassy)
- جزر مارشال
  - ماجورو (Embassy)
- ولايات ميكرونيسيا المتحدة
  - Kolonia (Embassy)
- نيوزيلندا
  - ويلينغتون (سفارة الولايات المتحدة في نيوزيلندا)
  - أوكلاند (Consulate General)
- بالاو
  - كورور (Embassy)
- بابوا غينيا الجديدة
  - بورت مورسبي (Embassy)
- ساموا
  - أبيا (Embassy)
- جزر سليمان
  - هونيارا (Consular Agency)

### علاقات مع المنظمات الدولية الرسمية
- أديس أبابا (Delegation to the الاتحاد الأفريقي)
- إقليم بروكسل العاصمة (Delegations to the الاتحاد الأوروبي)
- جنيف (Delegation to International Organizations)
- جاكارتا (Delegation to the أسيان)
- مونتريال (Delegation to the المنظمة الدولية للطيران المدني)
- نيويورك (Delegation to the الأمم المتحدة)
- باريس (Delegations to the منظمة التعاون الاقتصادي والتنمية and يونسكو)
- روما (Delegation to the منظمة الأغذية والزراعة)
- فيينا (Delegations to the الأمم المتحدة and منظمة الأمن والتعاون في أوروبا)
- واشنطن العاصمة (Delegation to the منظمة الدول الأمريكية)